# Población de América posterior a la conquista europea
La población de América posterior a la conquista europea se inicia con la conquista y posterior colonización europea. Debido a ello, la población amerindia se redujo considerablemente, entre un 30 y 90% según la fuente. Hay que señalar que el descenso de población indígena estaba a la par con el aumento de la nueva población mestiza a la que se les incluyeron posteriores aportes de esclavos africanos.
La dimensión de la catástrofe demográfica ya era visible al poco tiempo del sometimiento: Juan Luis López Mariano, cosmógrafo del Consejo de Indias hizo una de las primeras estimaciones de la población indígena bajo dominio español, el resultado fue de 9.827.150 indígenas (1570). Para Rosemblat en 1650 la población estaba conformada entre 9 hasta 10 millones de habitantes pero otros los estiman en 6 u 8 millones, en 1700 son 4,5 millones. De esta población, 2 millones y medio de nativos vivían en  América del Sur y Central en 1600. En 1825 la población nativa de la América española era de 8 millones de personas.
En los tiempos anteriores a la conquista la población solía concentrarse en zonas aptas para la agricultura en el interior del continente, con la conquista la población recién llegada de Europa y África empezó a concentrarse en las regiones costeras mientras el interior permaneció siendo rural e indígena, la población europea tendía a concentrarse en las ciudades. El cambio demográfico quedó plasmado cuando se estima que en 1500 la población americana representaba el 20% del total mundial, un siglo después era el 3%, incluyendo a grupos no indígenas.
En los censos coloniales a (...) de inicios del siglo XIX la categoría de blancos incluía tanto a europeos y criollos perro también mulatos y mestizos de piel clara e incluso a mestizos de piel más oscura, ya que las categorías no blancas eran consideradas algo despectivo, por lo que la gente no deseaba decir que carecían de ascendencia europea.
Tras la conquista se produjo una importante inmigración de europeos a las Américas unos 500.000 a 700.000 portugueses y 400.000 a 1.000.000 ingleses, franceses y alemanes.
Entre los siglos XVI y XVII llegaron 500.000 españoles al continente (de Andalucía, Extremadura y Castilla) y 250.000 más en el siglo XVIII (País Vasco, Cataluña, Galicia y Canarias), 100.000 lo hicieron ilegalmente o sin permiso de las autoridades. Un 10% de los inmigrantes iban por temporada a trabajar en las cosechas, otro 10% volvía a Europa tras hacer fortuna.
En el siglo europeos inmigraron a la América española y solo 25 mil a la portuguesa, además 75.000 negros fueron a la hispana y 50.000 a la lusitana. A fines del siglo la población española del actual México alcanzaba 250.000 gentes. Hasta mediados del siglo XVI unos 150.000 españoles (andaluces y extremeños en su mayoría) ingresaron a las colonias según cálculos de Vicens Vives.
Entre 1493 y 1539 la población hispana en las Américas creció a cuarenta mil. Magnus Mörner basándose en recopilaciones de datos hechas por Chaunu estimó en 250.000 los inmigrantes españoles en el primer siglo de conquista. John Parry rebaja la cifra a solo 100.000. Durante el siglo siguiente 200.000 españoles arribaron a las Indias según Chaunu. Mörner estimó que entre 1601 y 1650 inmigraron 194.816 hispanos.
Producto que inicialmente muy pocas mujeres viajaban a las colonias en 1530, una década después las féminas representaban el 5% de la población española en América, su influencia en la sociedad impedirá que esta adquiera como valores predominantes a los de los indígenas que se transmitían a través de sus mujeres. Con esto los reyes promocionaran la migración de familias enteras a las colonias.
Hasta 1690 unos 480.000 españoles se trasladaron al continente (200.000 de ellos en el primer siglo de la conquista), con esta inmigración la población española en América alcanzaba las 800.000 gentes, más de un tercio de ellos en México.
Para la inmigración durante el siglo XVIII, un cálculo de 1954 de Mario Hernández, era de 35.000 personas, pero años después le agregó un 50% de inmigración ilegal (52.500 en total).
Según de Las Casa fueron esclavizados 3 millones de indígenas, Motolinía habla solo de 200 mil la cual provocó un gran número de muertes producto de las malas condiciones de vida.

## Hispanoamérica
En algo más de dos siglos, la Corona de Castilla había visto crecer sus dominios desbordadamente: 4.000 kilómetros cuadrados en 1492, 50.000 entre 1493 y 1500, 250.000 de 1502 a 1515, 2.000.000 entre 1520 y 1540, y otros 500.000 de 1540 a 1600.
En 1575 las principales ciudades de América del Sur eran:
| Ciudad                    | Vecinos (españoles) | Indios tributarios           | Ciudad                               | Vecinos (españoles) | Indios tributarios               | Ciudad                                   | Vecinos (españoles) | Indios tributarios |
| ------------------------- | ------------------- | ---------------------------- | ------------------------------------ | ------------------- | -------------------------------- | ---------------------------------------- | ------------------- | ------------------ |
| Lima actual Perú          | 2.000               | 25.000                       | Cañete actual Perú                   | 30                  | -                                | Valverde actual Perú                     | 40                  | -                  |
| San Miguel actual Perú    | 30                  | -                            | Arequipa actual Perú                 | 400                 | 40.000                           | Oropesa actual Perú                      | 300                 | -                  |
| Huamanga actual Perú      | 300                 | 33.000                       | Cuzco actual Perú                    | 800                 | 77.000                           | San Juan actual Perú                     | 40                  | -                  |
| La Paz actual Bolivia     | 200                 | 30.000                       | Oropesa actual Bolivia               | 30                  | -                                | Santa Cruz actual Bolivia                | 130                 | 18.000             |
| La Plata actual Argentina | 900                 | 46.000                       | Potosí actual Bolivia                | 400 4.000 soldados  | 40.000                           | Ciudad Real actual Brasil                | 100                 | -                  |
| Asunción actual Paraguay  | 300                 | 400.000                      | Santiago del Estero actual Argentina | 200                 | -                                | San Juan de la Frontera actual Argentina | 200                 | 500                |
| La Serena actual Chile    | 100                 | 800                          | Santiago actual Chile                | 400                 | 80.000                           | Concepción actual Chile                  | 150                 | 13.000             |
| Los Confines actual Chile | 150                 | 4.000 de paz 6.000 de guerra | La Imperial actual Chile             | 170                 | 9.000 en total (4.500 en guerra) | Villarrica actual Chile                  | 120                 | 12.000             |
| Valdivia actual Chile     | 230                 | 12.000                       | Osorno actual Chile                  | 130                 | 18.000                           | Castro actual Chile                      | 90                  | 10.000             |
| Mendoza                   | 30                  | 2.500                        | -                                    | -                   | -                                | -                                        | -                   | -                  |

A inicios del siglo XVII la población de este territorio eran 5 millones de indígenas (71% de la población), 735.000 negros (10,5%), 659.000 europeos (9,5%), 400.000 mestizos (5,7%) y 240.000 mulatos (3,4%), estas cifras no incluyen a los llamados indios salvajes no sometidos a la Corona. A partir de ese siglo la población inicia un lento e irregular proceso de recuperación, variando enormemente según la región. Esto se debe al mejoramiento del sistema inmunológico (sobreviven a las enfermedades los con una inmunidad más fuerte y la transfieren a su descendencia) y al término de su explotación laboral porque como mano de obra los indios son reemplazados por blancos, mestizos y africanos que aumentan en número además de la creación de los llamados pueblos de indios (reducciones a cargo de misioneros). La reducción de su porcentaje frente a la población total se deberá principalmente al proceso de mestizaje y a la aculturización que sufrieron los nativos. En México y Centroamérica la población se recuperó lentamente desde 1650 pero en Perú el descenso duró hasta 1720, a mediados del siglo XVIII se inicia un período de recuperación general en toda la Hispanoamérica.
Calcula Rosemblat que en 1650, en toda América, había unos 857.000 africanos, incluyendo en el número a los negros libres; y «según un detallado documento de la época -informa la profesora Vila Villar-, en toda la América española habría hacia 1640, 327.000 esclavos, repartidos de la forma siguiente: México (80.000), América central (27.000), Colombia (44.000), Venezuela (12.000), región Andina (147.500) y Antillas (16.000).
En 1767 se expulsaron de las colonias españolas casi 3.000 jesuitas que significaron el fin de la protección de la autonomía, cultura y lenguas indígenas, en 1770 sus lenguas fueron prohibidas formalmente por la Corona.
En esa época la mayor ciudad española en América era Ciudad de México con más de 100.000 habitantes (la misma que Río de Janeiro), Bogotá, Lima y La Habana estaban próximas a esa cifra, mientras que Potosí que en el censo de 1611 del virrey Juan de Mendoza y Luna, marqués de Montesclaros alcanzó los 114.000 pobladores apenas quedaban unos pocos miles dos siglos después.
Sobre los poblados de misioneros en California se fundaron 24 poblados entre 1768 y 1827, entre ellos los actuales San Francisco y Los Ángeles; en Guayana se establecieron 52 entre 1682 y 1820, con 6.946 habitantes en 1774; en la cuenca del Amazonas se erigieron 119 entre 1638 y 1767, con 160.000 habitantes en 1724; en el Perú se congregaron en 1572 un total de 226 caseríos de la región de Arequipa en 22 poblados, mientras que en la selva se establecieron 90 entre 1631 y 1815.

## Perú
En 1525 una peste de una enfermedad, posiblemente viruela, afectó el Imperio Inca matando unas 200.000 personas. Se redujo a 1.100.000 personas en 1570. En 1620 se redujo aún más, sólo 600.000 indígenas (75% del total de la población peruana).
Población virreinal en el período colonial:
| Unidad                                   | Población                                         | Fecha                                         | Fuente                                 |
| ---------------------------------------- | ------------------------------------------------- | --------------------------------------------- | -------------------------------------- |
| Virreinato del Perú Audiencia de Charcas | 3.000.000 2.450.000 1.628.822                     | 1650 1792                                     | Willcox Rosenblat                      |
| Virreinato del Perú                      | 1.300.000 2.449.120 1.276.677 1.000.000 1.300.000 | inicios s. XVIII 1754 1792 Inicios del s. XIX | Rosenblat Robertson Censo Estimaciones |

Un censo de 1614 del virrey Juan de Mendoza y Luna, marqués de Montesclaros indica que Lima tenía 26.441 habitantes; a fines del siglo siguiente otro censo del virrey Gil de Taboada cifra en 52.667 (incluyendo 17.215 españoles, 3.219 indios y 8.960 negros).
En el censo de 1796 había 56% de indígenas y 12% de hispano-criollos (unos 124.732 blancos). En 1876 el 2% de la población peruana era negra.
Durante la fiebre del caucho los gobiernos nacionales de varios países sudamericanos colonizaron la cuenca del río Amazonas; tan solo en la región del Putumayo (disputada en ese entonces por Perú y Colombia) había 40 a 50 mil indígenas al llegar los colonizadores, de las tribus de los uitotos, ocainas, andoques y boras, pero de estos murieron treinta o cuarenta mil. En 1880 alrededor de la ciudad de Iquitos vivían 20.000 indios.
En 1793 funcionarios reales estimaron que en 1760 Perú tenía un millón de habitantes, 60% indígenas, 24% de raza mixta y 4% negros.
En 1837 José María Blanco informa que Cuzco tenía 40.000 habitantes.
En 1650 Potosí era la mayor ciudad de América, con 160.000 pobladores.
A Perú ingresaron cerca de 450.000 inmigrantes desde su independencia; de estos al menos 200.000 eran asiáticos, 150.000 europeos y 100.000 de todo el continente. El número que se asentó fue más alto que el promedio de Latinoamérica, aproximadamente 400 mil gentes. La mayoría de los inmigrantes del siglo XIX eran chinos semi-esclavos y en el siglo siguiente eran chinos y japoneses. Los "blancos" que llegaron incluyeron 10.000 árabes, 10.000 alemanes y 28.000 italianos.
El número de franceses en Perú fue de 1.654 en 1854, 3.192 en 1875, 8.266 en 1895 y 9.800 en 1907.
Población del Virreinato del Perú (1792-1812) por etnias:
| Unidad                         | Población | Fuente | Unidad                     | Población                 | Fuente |
| ------------------------------ | --------- | --- | -------------------------- | ------------------------- | --- |
| Virreinato del Perú (1792)     | 1.076.122 | Censo del virrey Gil de Taboada (1791). Intendencias de Lima, Cuzco, Trujillo, Huancavelica, Tarma, Guayaquil y de Chiloé, Valdivia y Osorno. | Virreinato del Perú (1812) | 1.509.551                 | Estimación virreinal (1813). Intendencias de Lima, Cuzco, Arequipa, Trujillo, Huamanga, Huancavelica, Tarma y Puno. Gobernaciones de Maynas, Guayaquil, Chiloé y Quijos. |
| Blancos                        | 136.371   | | Blancos                    | 178.025                   | |
| Indios                         | 608.912   | | Indios                     | 954.799                   | |
| Mestizos                       | 244.437   | | Mestizos                   | 287.486                   | |
| Mulatos, negros, etc. (libres) | 41.398    | | Pardos                     | 89.241 (incluye esclavos) | |
| Esclavos                       | 40.377    | | Esclavos                   | (con los pardos)          | |

## Chile
Población en el período colonial e inicios del republicano:
| Unidad                     | Población               | Fecha                   | Fuente                         |
| -------------------------- | ----------------------- | ----------------------- | ------------------------------ |
| Diócesis de Santiago       | 83.750 90.480 154.516   | 1700 1744 1758          | Carmagnani                     |
| Capitanía General de Chile | 154.000 130.000 120.000 | fines s. XVII 1700 1740 | Encina Rosenblat Manso Velasco |
| Chile                      | 1.000.000 800.000       | 1810 1825 1831          | Encina Rosenblat Censo         |

Entre 1541 y 1810 aproximadamente unos 46.000 españoles llegaron a Chile, en su mayoría castellanos, andaluces, vascos, extremeños y leonenses. Sin embargo, un gran número de ellos terminaba por retornar a España o moría en la Guerra de Arauco la cual hasta 1664 causó la muerte de 25.000 españoles. Entre 1555 y 1615 se introdujeron 3.000 negros, un tercio de ellos mujeres. Mellafe estima que en 1558 en Chile aún vivían un millón de indígenas.
Evolución de la población chilena (1570-1700):
| Etnia            | 1570                                         | 1583                              | 1590                                         | 1600                                         | 1620                                         | 1695-1700                                          |
| ---------------- | -------------------------------------------- | --------------------------------- | -------------------------------------------- | -------------------------------------------- | -------------------------------------------- | -------------------------------------------------- |
| Blancos          | 7.000                                        | 1.100 españoles (solo 50 mujeres) | 9.000                                        | 10.000 (2.400 españoles)                     | 15.000                                       | 10.000                                             |
| Mestizos         | 10.000                                       | 17.000                            | 17.000                                       | 20.000                                       | 40.000                                       | 100.000                                            |
| Negros & mulatos | 7.000                                        | 5.000                             | 16.000                                       | 19.000                                       | 22.000                                       | 15.000                                             |
| Indígenas        | 450.000 encomendados 150.000 no conquistados | 480.000                           | 420.000 encomendados 120.000 no conquistados | 230.000 encomendados 270.000 no conquistados | 230.000 encomendados 250.000 no conquistados | 100.000 (la mitad sometidos) 20.000 en reducciones |
| Total            | 624.000                                      | 503.100                           | 582.000                                      | 549.000                                      | 557.000                                      | 225.000                                            |

En 1620 el número de indios de servicio, yanaconas y esclavos, sumaban un total de casi nueve mil. Estos números, calculados sobre la base de los tributarios, indicarían la presencia de una población de 25.000 personas incluyendo mujeres y niños. Jerónimo de Vivar señalaba que el descenso de la población alcanzó los dos tercios, entonces la población autóctona de Chile central en 1540 habría ascendido a 75.000 habitantes, disminuidos por las migraciones, alzamientos, pestes y fugas protagonizadas en esos años. En 1650 la población del reino de Chile era de 175.000 almas: 20.000 hombres adultos, 10.000 ancianos, 70.000 menores de 16 años y 75.000 mujeres, unos 55.000 de ellos mestizos.
Las poblaciones indígenas sufrieron junto al declive demográfico un proceso de aculturización, en parte debido al dominio español y a su propia disminución, pero también al mestizaje y migraciones forzadas. En el caso de Santiago, como principal núcleo urbano, contingentes de diversos pueblos indígenas fueron llevados incluso a la fuerza a vivir y trabajar allí, prisioneros araucanos, yanaconas del Perú y esclavos indios de Tucumán, el Cuyo y Chiloé, estos a grupos menores de africanos de Guinea, el Congo y Angola tuvieron que adoptar por ejemplo el español como lengua franca entre una población tan diversa. En informes de 1610-1611 se señala que en él obispado de Santiago había 11.000 indios esclavos (2.000 prisioneros de Arauco) y 2.600 tributarios.
En 1755 el jesuita Joaquín Villarroel cifró la población en 375.000 sin incluir la Araucanía. En 1779, se lleva a cabo el primer censo de población para el Obispado de Santiago, el que para el corregimiento de Santiago da como resultado un 15% de población mestiza y un 13% de indígenas, lo que significa casi un 30% de población definida como no hispano-criolla. La población indígena se concentraba en las estancias de Maipo, Melipilla y Talagante, lugares en donde existían aún varios pueblos de indios (Pomaire, Chiñihue y Maipo) mientras que los mestizos se ubicaban en el sector urbano de Santiago. Para fines del siglo XVIII, el mestizaje era predominante, sobre todo en los sectores considerados más bajos dentro de una sociedad que definía como “castas” a los grupos que no podían ser clasificados como de "raza europea más o menos pura". Sin embargo, algunas estimaciones nos hablan de unos 80.000 blancos, 600.000 mestizos y 150.000 a 200.000 araucanos.
| Fecha                 | Población blancos y mestizos | Población negros, zambos y mulatos | Población indígena                      | Población total |
| --------------------- | ---------------------------- | ---------------------------------- | --------------------------------------- | --------------- |
| Fines del siglo XVI   | 28.000                       | 11.000                             | 961.000                                 | 1.000.000       |
| Fines del siglo XVII  | 150.000                      | 15.000                             | 250.000 araucanos 150.000 indios de paz | 565.000         |
| Fines del siglo XVIII | 750.000                      | no mencionados                     | 250.000                                 | 1.000.000       |
| Fines del siglo XIX   | 3.130.839                    | -                                  | 100.161                                 | 3.231.000       |

En 1778 vivían en el obispado de Santiago 21.583 negros, zambos y mulatos. El censo realizado por el gobernador Ambrosio O'Higgins en 1791 la población entre el desierto de Atacama al Biobío sería de 308.846 habitantes, a los que hay que sumarles 23.447 de Chiloé (provincia dependiente directamente del Virrey del Perú), en la Araucanía habrían 95.504 mapuches no sometidos (basándose en un estudio de 1795). En 1798 el país tenía un mínimo de medio millón de pobladores. En 1813 un censo estimó la población de la capitanía en 980.000, aunque algunos lo elevan a 1,2 millones de habitantes. Los cálculos más bajos hablan de 600 mil al inicio del proceso de independencia.
En el archipiélago de Chiloé, el veliche (variedad del mapudungun) fue la lengua habitual para todos los grupos étnicos hasta fines del siglo XVIII, por la alta población indígena e intenso mestizaje biológico y cultural. Reiteradas ordenanzas del siglo XVIII hacen obligatoria la enseñanza del castellano en las Escuelas del Rey, establecidas en Chiloé. Por otra parte, al establecerse los franciscanos como reemplazantes de los jesuitas expulsados en 1767, cambia el trato con el indígena, llevándolos a asumir un proceso asimilador europeo más drástico. Así y todo, cuando Chiloé es incorporado a Chile en 1826, existía un bilingüismo bastante equilibrado, tanto entre indios como mestizos. Con la república se prohíbe terminantemente el uso del veliche. A fines del siglo XIX sólo los más ancianos eran hablantes de esta lengua y en lugares muy apartados como Cucao y las islas del interior. La lengua terminó por mezclarse y absorberse en el español chilote.
A inicios del siglo XX historiadores como Toribio Medina estimaban en menos de medio millón de pobladores del chile precolombino, unos 3.000 entre Copiapó y el Aconcagua, considerando el valle central pero sobre todo la Araucanía y Chiloé. En 1598 se estimaban que vivían 2.000 hombres españoles en Chile, un cuarto en Santiago. En 1630 eran 8 a 9 mil y la capital tenía 3.000 residentes.
Sin contar Chiloé y la Araucanía en 1700 se estimaba que en Chile vivían 80.000 personas, cuarenta años después alcanzaba los 120.000 (a los que se les sumaban 150.000 mapuches según la estimación del gobernador Manso de Velasco), en 1778 el censo de Agustín de Jauregni contó en el obispado de Santiago (territorio al norte del Maule) 259.646 pobladores (60.000 en el Cuyo). Dicho obispado tenía solo 203.732 gentes (sin contar al Cuyo) y 105.114 en el de Concepción en 1791. Chiloé en 1785 tenía 26.703 habitantes (el territorio chilote incluía todas las tierras colonizadas al sur del río Bueno), calculando que a fines del siglo XVIII tenía 335.549 residentes a los que se les sumaban 100 a 120 mil araucanos no sometidos, según Manuel de Salas el país tendría alrededor de 400.000 gentes. En 1810 se estimaba que Chile tenía apenas quinientos mil pobladores.
En empadronamiento de 1778 incluye tanto a Chile (el área bajo control de la Corona) y al Cuyo, bajo la administración de aquel gobierno, se contaron a 190.919 blancos (tanto europeos, criollos y gente de ascendencia blanca más o menos pura), 20.651 mestizos, 22.568 indios y 25.508 negros, en total 259.646 pobladores, siendo la zona de mayor densidad poblacional el distrito de Santiago, con 64.000 habitantes (24.318 en la ciudad), otro similar de 1784 se hizo en Chiloé, provincia dividida en las regiones de Castro, Chacao y Calbuco, el número de "españoles" era de 10.035, 3.107 y 1.934 respectivamente, la de "indios" era de 8.750, 1.474 y 1.403 respectivamente (no se menciona a los mestizos que probablemente se incluyeron entre los "españoles" y/o "indios").
Según registros parroquiales indican que el obispado de Santiago tenía 203.272 habitantes y el de Concepción otros 105.114 (ya entonces el Cuyo no se incluía en los cálculos), en 1796 el territorio bajo dominio indígena se estimaba en 95.504 según la estimación de don Ambrosio O'Higgins (Barros Arana, Historia de Chile, tomo VII, pág. 312-314) en total 404.350 habitantes. En 1812 el obispado de Concepción tenía 327.148 almas (10.491 en misiones, 70.000 infieles no sometidos y 36.000 gentes de Chiloé). Se debe de mencionar que al producirse la separación del Cuyo se estimaba que en aquella provincia vivían 20.000 personas de origen chileno que pasaron a estar en un territorio gobernador por el Virrey del Río de la Plata (1776).
También se realizaron estimaciones de la población pehuenches, unos 3.000 en 1719, 5.000 en 1775 y hasta 15.000 en 1796.
El censo de 1843 estimaba la población araucana no sometida en solo 15.000 y en 1854 Vicente Pérez Rosales en apenas 10.000, la estimación más bajista conocida. El censo de 1865 apoyo una cifra de 80.000, aunque los bajistas hablaban de 15 a 20 mil y los alcistas de 150 a 160 mil. Durante los años siguientes hasta el sometimiento final se solían estimar en 20 a 60 mil gentes (bajistas) o 80 a 100 mil (alcistas), en 1907 se contaron 46.761 en la provincia de Cautín de un total de 101.118 censados entre Arauco (río Biobío) y Llanquihue (seno de Reloncaví), que se concentran en dicha provincia y las de Malleco y Valdivia.
Durante el primer siglo de independencia las diversas regiones, ciudades y provincias chilenas experimentaron un gran crecimiento poblacional. Iquique tenía 3.000 residentes en 1730 y 10.000 en 1878. La Región de Antofagasta paso de tener 10 mil habitantes a 33 mil entre 1875 y 1885, la ciudad tenía 8.000 en 1890. La Región de Coquimbo tenía 41.000 habitantes en 1895, las principales ciudades eran La Serena con 18.000 habitantes (1879), Coquimbo en 8.000 (1885) e Illapel con 5.000 (1895). La actual Región Metropolitana de Santiago paso de tener 236.000 habitantes en 1835 a 420.000 en 1895. Puerto Montt tenía 2.000 pobladores en 1853 y Punta Arenas tenía 5.000 en 1849.
En 1849 Paul Treutler, autor de Andanzas de un Alemán en Chile llegó a Valdivia y visito el pueblo de Toltén el que calculó en 200 familias mapuches En 1832 Copiapó tenía 3.000 habitantes, en 1850 Treutler la estimó en 10 mil.

### Araucanización
Debe mencionarse que producto de la presión demográfica existente los pueblos mapuches empezaron a ejercer lentamente presión sobre los pueblos vecinos a los que terminaron por someter, aculturizar y mestizarse con ellos. Los primeros pobladores de Chiloé eran el resultado de la mezcla de chonos y huilliches.
Sin embargo, la mayoría de dicha migración se produjo al oriente, cruzando la cordillera de los Andes hacía la actual Argentina. Las causas de dicho movimiento empiezan por la conquista española, esta se estableció con fuerza al norte del río Biobío y en la gran isla chilota, por lo que se dejó como única forma de "exportar" la población mapuche "sobrante" al este, este proceso se vio incrementado por la llegada de miles de habitantes del norte que huían del dominio europeo y las enfermedades.
El proceso afecto principalmente a los pehuenches que en el siglo XVI este pueblo ocupaba ambos lados de las montañas y a través de los pasos cordilleranos que dominaban. La inmigración fue tan importante que para inicios del siglo XIX la Pampa y Patagonia septentrional estaban pobladas por pueblos mapuches, en la zona meridional de la última dominaban los tehuelches que desde el siglo XV lentamente habían empezado a avanzar hacia el norte terminado por chocar con los mapuches.
Otro motivo muy importante de la expansión mapuche fue el comercio con los criollos lo que motivo la conquista de otros pueblos para controlar las rutas comerciales. El ganado capturado o robado y la sal extraída en la Pampa se vendían a los criollos de Chile y Buenos Aires, esto se logró gracias a otro aporte español, la introducción del caballo. Con el caballo los mapuche podían cruzar la pampa arreando ganado en relativamente poco tiempo; mientras que con el nuevo modo de vida ganadero los pueblos de las pampas también cambiaron su modo de vida, la población aumento lo que motivo los conflictos por los recursos entre las tribus rivales. Esto facilitó la conquista y posterior aculturización por los mapuche. A partir del siglo XVI gracias al caballo los tehuelches iniciaron su expansión desde el sur extendiendo su cultura a toda la Pampa hacia inicios del 1600, a mediados del siglo XVIII, sin embargo, ese proceso fue detenido por la llegada de los mapuche.
La araucanización se caracterizó por la asimilación y mestizaje del pueblo conquistado y los araucanos de manera gradual, a través de varias generaciones. El mapudungun]se impuso a los idiomas de las tribus nativas gracias al "prestigio" que tenían estas sobre la lengua, además de su utilidad de usar una sola lengua en los parlamentos. Los mapuches también terminaron por absorber aspectos de la cultura pámpida que les resultó útil.
El proceso de araucanización conllevó a la imposición mapuche de su lengua, costumbres, creencias y rituales, así como sus conocimientos sobre el tejido, metalurgia y cultivos, pero también aún proceso de mestizaje étnico y sincretismo cultural, las tribus venidas del oeste terminaron por adoptar algunos aspectos de las formas de vida de los locales, en especial aquellos que les resultaban útiles para sobrevivir en aquellas regiones.
Este proceso de migración alcanzó su peack en 1820 cuando una masa de indios vorogas migró producto de los constantes combates y masacres de la guerra a muerte. Escaparon desde su hogar natal de Boroa a la Pampa. El mismo Calfucurá era un huilliche que emigró a las pampas.
La mezcla de mapuches, pehuenches, pampas, huarpes, poyas y tehuelches septentrionales dio como origen a varios grupos nuevos, destacando los poyuches o vuriloches (poyas araucanizados), puelches o manzaneros (tehuelches septentrionales y pehuenches araucanizados), mamulches, ranqueles y chadiches o salineros (pampas araucanizados).
Con el tiempo gracias al proceso de araucanización y la conquista del gobierno argentino las divisiones entre las tribus terminaron por desaparecer todas las tribus pampas pasaron a ser llamadas ranqueles.

#### Población delDesierto(siglo XIX)
La población indígena de la Pampa en el período anterior a 1830 era de 10 a 12 mil salvajes, sumándosele los sometidos a los bonaerenses alcanzarían los 20 mil.
En el caso de las población cordilleranas destacan los pehuenches que en 1796 se estimaban en torno a los diez mil, aunque esa población solo incluía a los ubicados al oeste del macizo andino por lo que estimaciones modernas corrigen la cifra para incluir a los pehuenches orientales y la elevan a los 15.000 aproximadamente. Seis años antes la llamada expedición Malaspina estimó en 30.000 indios de las provincias meridionales, específicamente en los faldeos andinos en Chile y Argentina actuales, 10.000 pehuenches en la zona entre Mendoza y Osorno y 20.000 puelches y huilliches.
En 1866 el Estado argentino estimaba que las tribus indígenas salvajes de la Pampa y Patagonia en apenas 30.000 personas.
El primer censo de Argentina se realizó en 1869 en el que se incluyó la siguiente de la población de la Pampa:
| Pueblo                                       | Caciques                        | Ubicación                                | Guerreros (lanzas)                   | Población                              |
| -------------------------------------------- | ------------------------------- | ---------------------------------------- | ------------------------------------ | -------------------------------------- |
| Pampas                                       | Mariano Cañumil Juan Picliun    | Río Negro al Colorado                    | Cañumil: 150 Picliun: 160 Total: 310 | Cañumil: 750 Picliun: 800 Total: 1.550 |
| Salineros o Chadiches (gente de los Salares) | Juan Calfucurá Manuel Namuncurá | Río Colorado al Diamante Grandes Salinas | 800                                  | 4.000                                  |
| Ranqueles (gente de Cañaverales)             | Mariano Rosas Baigorrita        | Al norte del Diamante Leubucó Poitahué   | 1.000                                | 4.500                                  |
| Pehuenches (gente del Pewen)                 | Varios                          | Faldas andinas Desde el sur mendocino    | 1.200                                | 6.000                                  |
| Tribu de Coliqueo (Borogas)                  | Ignacio Coliqueo                | Los Toldos                               | 150 (1872) (sometidos a Bs.As.)      | 250 (1861) 1.375 (1869)                |
| Bandas de cristianos e indios                | Diversos                        | Pampa                                    | 500                                  | 2.000                                  |
| Indios aliados                               | Catriel Chipitrú                | Al sur de Bs.As.                         | 600 (1869) 800 (1872)                | 3.000                                  |

Las siguientes estimaciones provienen de datos entregados por dos coroneles argentinos, Lucio V. Mansilla tras volver de su viaje a Leubucó y Poitahué por el cual escribió Una excursión a los indios ranqueles (abril de 1870) y las estimaciones hechas en una comunicación del coronel Nicolás Levalle realizada el 20 de marzo de 1877 en Carhué. Se debe tener presente también que la población indígena descendió vertiginosamente entre 1875 y 1880 por la conquista militar, el hambre, las masacres y el cautiverio, a los que a la larga se les sumaron diversas enfermedades y vicios.
| Pueblo                                     | Nº de caciques principales | Nº de caciques menores | Capitanejos | Indios de lanza (guerreros) | Chusma (no combatientes) | Cautivos | Población total             |
| ------------------------------------------ | -------------------------- | ---------------------- | ----------- | --------------------------- | ------------------------ | -------- | --------------------------- |
| Ranqueles                                  | 1                          | 4                      | 60          | 1.300                       | 7.635                    | 600-800  | 9.000 (aprox. 8.000-10.000) |
| Indios de Namuncurá (salineros)            | 1                          | 6                      | 70          | 2.300                       | 7.500                    | s/i      | 9.877 (aprox. 10.000)       |
| Indios de Catriel                          | 1                          | 1                      | 45          | 760                         | 2.000                    | s/i      | 2.807                       |
| Indios de Renquecurá (aliados del Neuquén) | 1                          | 5                      | 60          | 2.200                       | 6.000                    | s/i      | 8.266                       |
| Total de las Pampas                        | 4                          | 16                     | 235         | 6.560                       | 23.135                   | s/i      | 29.950 (aprox. 30.000)      |

Las cifras de 1878 dadas por Estanislao Zeballos, destacado político e intelectual argentino, sirven para demostrar la disminución fuerte que ya sufría la población aborigen en las áreas afectadas por el avance militar.
| Pueblo                 | Indios de lanza         | Población total           | Pueblo                                           | Indios de lanza               | Población total             |
| ---------------------- | ----------------------- | ------------------------- | ------------------------------------------------ | ----------------------------- | --------------------------- |
| Salineros de Namuncurá | 2.000                   | 10.000-12.000             | Ranqueles                                        | 250-300 (anteriormente 1.600) | 4.000                       |
| Indios de Pincén       | 100 (anteriormente 300) | 1.500 (1877) 1.000 (1878) | Confederación de Sayhueque Manzaneros o Puelches | 5.000                         | 30.000 (1878) 60.000 (1879) |

Entre 1820 y 1826 los vorogas (o boroanos) migraron desde Boroa a la Pampa ubicándose en Guaminí, el número de gente estimada era de 40.000 entre lanzas y chusma, aunque el número fuera exagerado sin duda eran varios miles.
Muchos de los mapuches migraban solo durante la primavera y el otoño para trasladar a Chile para ser vendido el ganado robado en los malones usando preferentemente la ruta conocida como Camino de los chilenos, que comunicaba la provincia de Buenos Aires con los pasos andinos en Neuquén.
Los diversos grupos de indios como el de Chocorí no eran tribus (2.000 guerreros en 1831), sino más bien grupos de bandoleros que solo incluían a guerreros y renegados dispuestos a participar en sus expediciones de saqueo y robo de ganado.
Tras la masacre de Marsellé (9 de septiembre de 1834), en la que Calfucurá con 200 hombres cuando invitó a los caciques rivales a comercial, degollándolos junto a gran parte de sus seguidores, dejando a gran parte de las tribus borogas descabezadas. Se apoderó de las familias de estos y sus tribus pasaron a sometersele, los vorogas terminaron entonces en convertirse en parte de la Confederación de Salinas Grandes, aunque algunos se agruparon en torno al cacique Coliqueo manteniéndose independientes, muchos otros huyeron volviendo a Arauco pero continuaron durante años realizando sus ataques. 
El cacique Calfucurá al llegar con su gente a la Pampa en 1831 había sido protegido por el boroga Mariano Rondeau, pero cuando el salinero siguió lanzando sus ataques a los estancieros criollos que eran aliados de voroga las relaciones entre ambos empezaron a empeorar hasta terminar enfrentándose, los que llevaría a los sucesos de Marsallé. El hermano del cacique vencedor, Renquecurá, organizó una tribu aliada aunque independiente.
Los vorogas llegaron a tener 3.000 lanzas en las Pampas al mando de sus caciques pero tras la masacre más de mil habían muerto, en 1836 el cacique boroano Railef lanzó un ataque con 2.000 guerreros desde Chile para vengar la matanza pero Calfucurá lo embosco y le mato con quinientos enemigos. En 1857 el jefe salinero tenía bajo su mando más de 6.000 lanzas provenientes de diversas tribus y aliados. Dos mil de las lanzas provenían de los chilenos o salineros y seiscientas a mil de los ranqueles aliados.
Estimaciones del gobierno argentino sobre la población indígena en 1833 y 1885:
| Pueblo                                  | Indios de lanza | Población total | Pueblo              | Indios de lanza                        | Población total                        |
| --------------------------------------- | --------------- | --------------- | ------------------- | -------------------------------------- | -------------------------------------- |
| 1833                                    |                 |                 |                     |                                        |                                        |
| Indios de Calfucurá salineros y vorogas | 2.000           | 13.000          | Mamülches-Ranqueles | 1.200                                  | 8.000                                  |
| Manzaneros                              | 1.500           | 10.000          | Tehuelches          | Desconocidas                           | 1.000                                  |
| 1885                                    |                 |                 |                     |                                        |                                        |
| Mamülches-Ranqueles                     | 600             | s/i             | Vorogas-Salineros   | 2.300 de Namuncurá 2.200 de Renquecurá | 7.500 de Namuncurá 6.000 de Renquecurá |

Número de guerreros por cacique estimados:
| Cacique                       | Indios de lanza                             | Fecha          | Pueblo                                          | Indios de lanza                     | Población total |
| ----------------------------- | ------------------------------------------- | -------------- | ----------------------------------------------- | ----------------------------------- | --------------- |
| Cañuquir (voroga)             | +650                                        | 1830           | Juan Calfucurá (salinero)                       | 5.000 con sus aliados               | 1855            |
| José Llanquetruz (manzaneros) | 800                                         | 1855           | Calfucir Manuel Grande Cipitruz (ranqueles)     | 600                                 | 1870            |
| Manuel Namuncurá (salinero)   | 2.500 1.500 (9.000 personas en total) 1.000 | 1873 1875 1877 | Alvarito Rumay (salineros) hermano de Namuncurá | 2.000                               | 1876            |
| Renquecurá (salinero)         | 2.500 2.000                                 | 1860 1875      | Feliciano Purran (pehuenche)                    | 1.600                               | 1860-70         |
| Pincén                        | 600 (150 propios)                           | 1870           | Valentín Sayhueque (manzanero)                  | 5.000 700 (3.300 personas en total) | 1863 1885       |

A finales del siglo XIX el conocido Desierto tenía un máximo de 150.000 indígenas habitándole, pero durante la campaña de 1879 hasta unos 35.000 resultaron muertos o capturados (fuentes oficiales hablan de 14.172 indios), en la conquista del Neuquén ordenada por Julio Argentino Roca mató o apreso a 55.000 nativos (aunque las cifras oficiales hablan de solo 2.000), se debe mencionar que gran parte de los indígenas capturados eran llevados a Buenos Aires u otras regiones, donde eran encarcelados o convertidos en sirvientes, muchos morían en el cautiverio. Por su parte, los tehuelches meridionales de la Patagonia no fueron sometidos hasta 1898.

## Nueva Granada
Durante el siglo XVI llegaron 95.000 blancos y 13.000 africanos en Colombia (Nueva Granada). A fines de ese siglo 6.595 africanos vivían como esclavos en aquel país. Un cálculo de Verdugo y Orquendo (1755-56) del corregimiento de Tunja calculó en 60.228 habitantes, 22.544 indígenas. El mismo comparó un cálculo hecho en su visita del 1735 y la de entonces, revelando un descenso de 41%.
Población virreinal en el período colonial:
| Unidad                                    | Población                               | Fecha               | Fuente              |
| ----------------------------------------- | --------------------------------------- | ------------------- | ------------------- |
| Virreinato de Nueva Granada               | 1.917.000 1.792.000                     | 1650 1789           | Rosenblat Silvestre |
| Nuevo Reino de Granada Audiencia de Quito | 1.330.000 1.492.680 1.412.010 2.000.000 | 1650 1788 1789 1808 | Rosenblat Censo     |
| Capitanía General de Venezuela            | 898.243 -1.000.000                      | 1789 1811           | Censo Estimación    |
| Audiencia de Santafé                      | 747.440                                 | 1778                | Censo               |
| Audiencia de Quito                        | 501.641 531.799 424.037                 | 1778 1780           | Censo Rosenblat     |

Siguiendo los cálculos de Rosemblat a finales del siglo XVI en el actual territorio venezolano vivían apenas 1.500 a 2.000 españoles y 50.000 africanos, mulatos y mestizos, pero había una amplia mayoría de indígenas, unos 300.000 en total, distribuidos de la siguiente manera: 100.000 en la provincia homónima, 150.000 en lo que hoy es el oriente venezolano (principalmente la provincia de Nueva Andalucía) y otros 50.000 en el escudo guayanés. Para la segunda mitad del siglo XVIII siguiendo los estudios del mismo autor seguía habiendo mayoría aborigen, 280.000 para una población total de 360.000, el resto de la población se distribuía en minorías de blancos (30.000), negros (30.000), mestizos (20.000) y mulatos (20.000).
Bogotá tenía en 1580 600 vecinos y 50.000 indios tributarios. Quito en 1571 tenía 20.000 habitantes y 25.000 en 1650. En 1549 Quito tenía bajo su administración 50.000 indios tributarios (200.000 en población total). En 1789 unos 5.000 negros trabajaban en las minas de la región Pacífica colombiana.
En 1780 quedaban 412.000 indígenas en Ecuador, un 64% del total del país.
Cuando se independizó el 90% de la población ecuatoriana (500.000 almas) era indígena, mestiza o africana. En el censo de 1778-81 la población de los distritos de Antioquía, Riohacha, Popayán y Neiva se distribuía en 26% de blanco-mestizos y 59% de negro-mulatos, estos últimos representaban en 47% de la población libre.
En Venezuela se introdujeron al menos 100.000 esclavos africanos, 6.595 en el siglo XVI, 10.147 en el XVII y 34.099 en el XVIII.
Cartagena de Indias recibió entre 1595 y 1640 unos 135.000 esclavos africanos, tras la independencia de Portugal la exportación disminuyó considerablemente y se redujo a 20.000 entre esa fecha y el inicio del siglo siguiente.
En 1600 un esclavo llamado Domingo Bicho escapo de Cartagena a Tolú, donde reunió un grupo de seguidores creando el primer "quilombo" de Colombia y con ellos atacó las plantaciones de Cartagena, Mompox y Tenerife hasta que el gobierno les concedió su libertad y algunas tierras a cambio de la paz. En 1607 y 1610 los esclavos de las minas de Remedios y Zaragoza se alzaron, siendo duramente reprimidos. En 1634 500 esclavos de Cartagena se fugaron y se establecieron en Limón, Polini y Sanaguare, se proclamaron independientes al mando de "la negra Leonor", desde ahí liberaron a otros y sumaron 2.000 gentes, el gobernador Murga temiendo una rebelión de los 10.000 esclavos restantes en Cartagena marchó con un contingente de 500 hombres a hacerles frente, capturaron a 313 y colgaron a 23 de sus dirigentes. En 1678 300 esclavos fugitivos (cimarrones) cartageneros pasaron el Magdalena estableciendo los palenques Riohacha y Santa Marta, al año siguiente tras negociar con el gobernador obtuvieron tierra y su libertad a cambio de no atacar las plantaciones.
En el siglo XVII la población venezolana era de 150.000 personas sin incluir indígenas. En 1580 Caracas tenía apenas 2.000 pobladores.
En 1586 los guaimies o huamies eran 12.000 gentes.
En 1696 un censo del gobernador Francisco de Berroterán estimó en 6.000 habitantes de Caracas. A mediados del siglo XVIII tenía 17.000 habitantes. En 1771 18.000, en 1800 creció a 40.000 y en 1810 47.000 a 50.000. En 1825 tras la sangrienta guerra de emancipación quedaban en la ciudad 29.846 gentes (3.264 esclavos), la falta de hombres queda expuesta cuando había en Caracas 13.200 mujeres solteras frente a apenas 2.342 hombres en el mismo estado.
En los llanos venezolanos a mediados del siglo XVII de 4.000 trabajadores de los hatos solo 395 eran esclavos, la población africana en aquella región nunca fue importante comparada con la indígena o mestiza. En el siglo siguiente 40.000 esclavos se vendieron en el país, sumándoles los introducidos ilegalmente hasta inicios del siglo XIX llegan 87.000. A pesar de su alto número la elevada tasa de mortalidad y mestizaje los negros nunca constituyeron la mayoría de la población, ni en la costa y mucho menos en el interior, sin embargo, si constituyeron una importante minoría. En 1781 el líder comunero Manuel Cáceres tenía bajo su mando 2.000 hombres. En 1800 la población venezolana alcanzaba las 800.000 personas, los pardos o mixtos de diversas castas constituían más de la mitad, indígenas 120.000, africanos 100.000 y blancos 184.000, estos últimos concentrados en las ciudades, las mayores eran Caracas 40.000 habitantes, Maracaibo 24.000, Cumaná 18.000, Barquisimeto y Mérida 11.000, Coro y Barinas 10.000, y Valencia 8.000 habitantes. En 1795 Coro tuvo 3.000 habitantes de origen africano, negros, mulatos y zambos.
En 1700 Bogotá tenía 15 mil habitantes, creció a casi 100.000 un siglo después.
Maracaibo tenía 10.000 habitantes en 1774 y 22.000 en 1801.
En 1780 12 pueblos la provincia de Cumaná tenían 12.000 indios cristianizados (cuocas, parias, guarauna, algunos caribes pero principalmente chaimas). En 1656 entre el Orinoco y Guayana las misiones de Pirutú y Guere tenían 12.000 cumanacotas (tribu caribe) en su interior. Por su parte en las selvas de Ecuador y Perú la tribu betois en la misión de San Ignacio de los Betois eran 1.500 gentes, y los jiraras de Tame unos 1.800 gentes, en la de Macaguane había 1.500 indios de diversas tribus (airicas, eles, aruacos).
Entre 1800 y 1840 Colombia perdió 100.000 habitantes producto de las constantes guerras tanto la de Independencia y las constantes guerras civiles.
En octubre de 1816 las misiones de Guyana eran 52 pueblos poblados por 21.246 gentes (3.155 no indios). Las de los llanos tenían 33 pueblos con 15.255 nativos, además de 26 pueblos no incluidos en el cálculo (1788). En San Juan Evangelista de Mérida en 1591, la misión tenía 16 pueblos con 1.300 mucuchíes. Entre 1773 y 1774 la península de Paraguaná poblada por los caquetíos, en Coro hay 22 misiones y en el pueblo de Santa Ana de Paraguaná incluía 109 casa, 334 familias (253 niños, 853 hombres y 779 mujeres), además de 102 casas españolas cerca del pueblo pero solo 4 dentro de este.
En 1822 Nueva Granada tenía 1.327.200 habitantes según un calculó del gobierno, sin incluir Venezuela y la Audiencia de Quito. Otras estimaciones llegan a 2,9 millones de personas.
En 1806 de Nariño había 12.300 indígenas, 740 esclavos, 7.700 mestizos y 6.200 blancos, en 1935 los indígenas eran apenas 42.000 personas. La guerra de Independencia de Venezuela se calcula que le costó a dicho país 150.000 a 200.000 vidas, tanto por mortandad como por emigración.
Repartición de encomiendas entre 1550 y 1565:
| Región                 | Encomiendas (1550-1560) | Tributarios (1562-1565) |
| ---------------------- | ----------------------- | ----------------------- |
| Santafé de Bogotá      | 55                      | 40.000                  |
| Tunja                  | 58                      | 52.000-53.000           |
| Vélez                  | 38                      | 5.000-6.000             |
| Tocaima                | 30                      | 3.200                   |
| Pamplona               | 59                      | 20.000                  |
| Ibagué                 | 25-30                   | 2.000-3.000             |
| Victoria               | 30                      | s/i                     |
| Remedios               | 30                      | s/i                     |
| Villeta                | 10                      | 2.500                   |
| Mariquita              | 25-30                   | 2.000                   |
| Muzo                   | 40                      | 15.000                  |
| La Palma               | 50                      | 12.000-13.000           |
| San Juan de los Llanos | 6                       | s/i                     |
| Neiva                  | 6                       | 2.500                   |
| Totales                | 456-466                 | 156.000-160.200         |

Encomiendas repartidas en 1560 en Colombia:
| Gobernación            | Encomiendas (1550-1560) | Tributarios (1562-1565) |
| ---------------------- | ----------------------- | ----------------------- |
| Santa Marta            | 73                      | 2.400                   |
| Cartagena              | 92                      | 7.500                   |
| Popayán                | 275-276                 | 68.000-71.000           |
| Nuevo Reino de Granada | 456-466                 | 160.200                 |
| Totales                | 896-907                 | 238.000-241.100         |

Evolución de la población de Colombia (1778-1851):
| Provincia    | Población (1778) | Población (1825) | Población (1835) | Población (1843) | Población (1851) |
| ------------ | ---------------- | ---------------- | ---------------- | ---------------- | ---------------- |
| Boyacá       | 289.824          | 409.969          | 550.472          | 638.142          | 739.839          |
| Cauca        | 116.651          | 149.778          | 210.359          | 268.607          | 323.574          |
| Magdalena    | 169.221          | 117.983          | 239.269          | 254.119          | 273.371          |
| Cundinamarca | 211.287          | 391.444          | 570.759          | 651.174          | 768.847          |
| Total        | 786.983          | 1.129.174        | 1.570.859        | 1.812.582        | 2.105.622        |

Población de la Audiencia de Quito a fines del s. XVIII:
| Año  | Lugar                     | Población |
| ---- | ------------------------- | --------- |
| 1781 | Audicencia de Quito       | 342.739   |
| 1781 | Provincia de Guayaquil    | 31.069    |
| 1781 | Provincia de Quito        | 311.649   |
| 1778 | Chimbo                    | 14.348    |
| 1778 | Loja y Zaruma             | 23.810    |
| 1779 | Corregimiento de Quito    | 59.415    |
| 1779 | Corregimiento de Ibarra   | 16.595    |
| 1779 | Corregimiento de Ambato   | 42.372    |
| 1779 | Corregimiento de Riobamba | 66.776    |

## México
Para 1570 eran menos de 2 millones, quizás solo uno. Para 1605 eran 1.075.000 personas, quince años después creció a 1,6 millones. Los estudiosos consideran que la población de Nueva España empezó a recuperarse definitivamente a partir de 1650, Borah y Cook indican que para 1679 y 1680 había alcanzado los 2 millones.
Los estudios de Aguirre Beltrán basados en los datos de Villaseñor fueron junto al censo de 1646 la base con la cual Benetic estimó para 1700 en 2.138.620 habitantes del Virreinato (actual México, con la exclusión de Chiapas y Yucatán), divididos en 1.367.680 indios, 378.070 blancos, 365.450 mestizos y mulatos y 27.420 negros. En 1742 Aguirre calcula el tamaño de cada familia 5 miembros, o sea, por cada indio tributario la población real es cinco veces mayor. Usando dicho cálculo estimó para aquel tiempo 2.926.315 la población virreinal (1.844.991 indios, 470.410 blancos, 567.345 mestizos y negros y 21.005 negros), este cálculo si incluye a Yucatán. Gerhard estima en 6 miembros por cada familia española (mayores por tener mejores condiciones de vida) y 5 para las indígenas, con esto estimó en 3.426.090 pobladores para 1742 (1.989.130 indios) pero este cálculo contiene a Nayarit, California, Coahuila y Texas, regiones que las anteriores estimaciones no incluyen. A este último cálculo hay que incluir unos 10.000 yaquis de Sonora.
Cálculo de la población de Nueva España a inicios del siglo XVIII:
| Fecha | Población europeos y criollos | Población razas mixtas y negros | Población indígena |
| ----- | ----------------------------- | ------------------------------- | ------------------ |
| 1700  | 378.070                       | 392.870                         | 1.367.680          |
| 1742  | 470.410                       | 588.350                         | 1.844.991          |

En 1804 eran 5.840.000 habitantes en México (2.500.000 indígenas, 1.000.000 de criollos y 75.000 europeos), cuatro años después eran 6,5 millones (3.250.000 indígenas) y 6.128.000 en 1810. La reducción se debe al inicio de las guerras de Independencia.
La población del actual México contaba en 1814 con:
| Población europeos y criollos | Población razas mixtas | Población indígena | Población religiosos                                                         | Población Total |
| ----------------------------- | ---------------------- | ------------------ | ---------------------------------------------------------------------------- | --------------- |
| 1.097.928                     | 1.338.706              | 3.676.281          | 3.112 Eclesiásticos regulares 4.229 Eclesiásticos seculares 2.098 religiosas | 6.122.354       |

En 1594 12.000 zacatecas vivían en la laguna de Parras, los acajees eran 16.000 más y los sicurabas 1.200. Los pericús se redujeron de 3.000 a 300.
En Sinaloa hacía 1767 había 52.000 indios reducidos en veinte misiones.
En el siglo XVIII los cakchis de Chiapas y Guatemala habían sido reducidos por los dominicos en las misiones de Cebal (7.500 gentes), San Pedro Carchado (2.000), Chamelco (1.600), San Agustín (1.400) y Santa María de Cababon (3.500). Los poconchis en Santa Cruz (1.400), San Christobal (1.600), Taktik (900), Tucurú (800) y Tomasiú (1.200). Los otomitas en San Luis de la Paz eran 6.000 gentes. En las montañas de Topia vivían 30.000 topiás (también llamados "mayos" o "mayas"), tepague, tegueca (tehueca) y conicari.
En 1767 eran 6.000 los papagos y 6.000 los pimas y cocomaripas. Los cochimís eran 8.000 (5.000 en misiones).

## Centroamérica
En 1652 se calculaban 540.000 indígenas.
El informe del contador de cuentas mayor del reino, Patricio Roche, para el Rey español hecho en 1694, estimó en 93.183 indios tributarios en 969 pueblos, multiplicados por cinco serían medio millón de indígena en el Reino de Guatemala.
Cifras de la población basada en el período colonial:
| Unidad                              | Población                                                                       | Fecha               |
| ----------------------------------- | ------------------------------------------------------------------------------- | ------------------- |
| Reino de Guatemala                  | 797.124-811.675 34.734 blancos 232.956 negros y de castas 643.985 indios        | 1778                |
| Provincia de Guatemala              | 396.149 (248.500 indios) 769.503                                                | 1778 1793           |
| Provincia de Ciudad Real de Chiapas | 31.317 4.741 blancos 26.576 de castas                                           | 1778                |
| Provincia de Nicaragua              | 104.413 4.903 blancos 51.414 de castas 48.096 indios 106.926                    | 1776 1778           |
| Provincia de San Salvador           | 132.000-146.000 29.000 en Sonsonate 161.035 83.010 indios 160.549 71.175 indios | 1778 1796-1798 1807 |
| Provincia de Comayagua              | 130.754 128.863 87.971 blancos y ladinos 35.392 indios 5.500 negros             | 1778 1804           |
| Provincia de Costa Rica             | 10.101 1.708 blancos 5.300 mestizos 2.142 negros y mulatos 951 indios           | 1741                |

Según la descripción de Juarros de 1778 el reino tenía en total 811.675 habitantes en total, 34.734 eran españoles (y criollos), 232.956 mestizos y africanos y 643.985 indios. En cuanto a la situación individual de sus provincias esta pudo variar constantemente a lo largo del período colonial; en Nicaragua la población india pasó de 16.152 en 1684 a 47.474 en 1776. En el caso de los tributarios, a inicios del siglo XVIII eran 4.834, en 1788 crecieron a 9.919 pero hasta 1808 apenas había aumentado a 10.045.
Germán Romero escribió una monumental obra sobre el siglo XVIII nicaragüense en la que dividió el territorio en el Pacífico de dicho país en cuatro secciones: El Realero, Subtiava, Masaya y Rivas. Para entender tal estudio se debe tener en cuenta que gran parte de las regiones montañosas y/o selváticas y las regiones orientales de los actuales países centroamericanos estaban sin ningún dominio español y pobladas por las llamadas tribus salvajes o errantes, su sometimiento y colonización llegara solo durante el siglo XIX.
| Año        | Población tributaria |
| ---------- | -------------------- |
| El Realero |                      |
| 1693       | 293                  |
| 1776       | 525                  |
| 1778       | 396                  |
| 1817       | 541                  |
| Subtiava   |                      |
| 1701       | 903                  |
| 1740       | 1.457                |
| 1775       | 1.516                |
| 1788       | 1.227                |
| 1805       | 801                  |
| Masaya     |                      |
| 1701       | 1.639                |
| 1788       | 3.958                |
| 1806       | 3.537                |
| Rivas      |                      |
| 1717       | 935                  |
| 1778       | 2.664                |

En cuanto a la región del este las dividió en tres: Las Segovias, Matagalpa y Chontales.
| Año          | Población tributaria |
| ------------ | -------------------- |
| Las Segovias |                      |
| 1700         | 880                  |
| 1789         | 698                  |
| 1803         | 617                  |
| Matagalpa    |                      |
| 1700         | 190                  |
| 1772         | 1.613                |
| 1788         | 2.499                |
| 1803         | 3.430                |
| Chontales    |                      |
| 1701         | 190                  |
| 1772         | 763                  |
| 1788         | 982                  |
| 1803         | 953                  |

Con dichos cálculos se muestra que gran parte de los nativos vivían en las regiones del oeste, un tercio del total provincial estaba en Masaya. Durante el siglo XVIII la reducción de los caribes fueron reducidos, llevados de sus montañas y llevados a zonas agrícolas del oeste donde pudieran formar pueblos para vivir de forma cristiana.
En Costa Rica había en 1682 1.151 nativos en 20 pueblos de indios, en 1697 eran 659 indios en 17 pueblos, la reducción se debía a la peste de 1690. Para 1741 volvieron a aumentar, 951 indígenas en ocho pueblos. En la ciudad de Cartago en 1682 la población se componía de 16 mestizos, 160 negros y mulatos libres y 475 españoles, en 1741 eran 3.386 mestizos, 469 africanos libres y 633 españoles. Para el caso de Esparza durante las mismas fechas no se menciona la población mestiza, los africanos libres eran 29 y los españoles 55, en la segunda fecha eran 129 mestizos y 129 africanos libres frente a 52 españoles. Se debe mencionar que en ambas ciudades no se menciona la población indígena o de esclavos (en este último caso nunca fueron comunes debido a su alto coste y que sus amos preferían liberarlos al poco tiempo a cambio que estos aumentaran su producción). Con estos datos el historiador Luis Navarro García considera que Costa Rica se ha introducido en el proceso de mestizaje o ladinización, como el resto de Latinoamérica durante el siglo XVIII.
En el caso de Chiapas, que en esos tiempos no estaba bajo la administración directa del Virrey de Nueva España, el siglo XVIII fue terrible para la población, en especial, la indígena ya que fue afectado constantemente por plagas de langostas y brotes de viruela, solo en 1730 una de estas epidemias mato mil personas y en 1770 una hambruna de la región de Zoques mató 5.449 indios. La descripción de Juarros en 1778 la población tenía 4.741 españoles y 26.576 mestizos y mulatos.
En cuanto a las ya mencionadas tribus errantes el informe de un relator de mediados del siglo XVII eran 80.000 los talamancas, aunque un informe de un misionero en 1710 habla de 47.000 y la Real Cédula del 21 de mayo de 1738 estimó en 37.000 en un computo aproximado. Para García Peláez en 1724 zambos y misquitos sumaban 7.000 almas (3.000 estos últimos). En 1790 eran solo 2.000 misquitos. Durante este siglo estos pueblos sufrieron una constante caída de la población relacionado con un avance de las misiones y la reducción de varias de sus tribus. El hecho de su no sometimiento y su nomadismo los hacía sin embargo, muy difíciles de contar. Lacayo hizo en 1759 una estimación de todos los infieles de la costa oriental, en este calculó la estimación es de 40.000 en total. Se distribuían en 2.000 lacandones en la Verapaz, 6.000 jicaques de Honduras, 6.000 payas y zambos en la Taguzgalpa, 14.000 jicaques de El Jícaro, ulúas de Segovia, tuacas, tumblas y misquitos en la Tologalpa y 12.000 huastusos y talamancas.
En 1789 en la provincia de Veraguas, Panamá, había 12.000 negros y mulatos libres. En el censo del Reino de Guatemala de 1776 a 1778 la provincia de Nicaragua tenía 106.926 habitantes, incluyendo Nicoya (en 1867 eran 257.000), Guatemala tenía 396.149 gentes y el El Salvador 146.000 habitantes.
En 1778 Juarros estima la población centroamericana en 17.017 guatemaltecos, 130.754 hondureños, 132.000 salvadoreños, 104.413 nicaragüenses y 30.317 en Chiapas. Sumándole los 10 mil habitantes de Costa Rica en 1741 (1.708 blancos, 5.300 mestizos, 2.142 negros y mulatos y 951 indios) alcanzando los 424.602 habitantes.
De estos, en Nicaragua 48.096 eran indígenas, mientras que en 1750 10.786 guatemaltecos eran ladinos, en 1768 pasaron a ser 24.987 (14% del total nacional).
En 1759 la Corona española hizo un cálculo sobre la población de las tribus salvajes o no sometidas, en toda Centroamérica había 40.000 de ellos, las tribus principales eran los talamancas, lacandones, jicaguas y demás.
En 1796 y 1798 otro censo informó que en El Salvador es de 161.035 personas, unos 83.010 indígenas (51,6%), una década después el censo de 1807 da 160.549 habitantes, 71.175 indígenas. En 1888 la población de Centroamérica se estimaba en 3 millones, de estos la mitad era indígenas (sin incluir a las llamadas tribus errantes).
En los censos de Guatemala se registraron: 355.000 habitantes en 1778 (248.500 mayas); 769.503 en 1793; 1.224.602 en 1880 (844.000 mayas); 1.364.678 en 1893 (883.228 mayas).
Basados en un censo de 1778 funcionarios reales estimaban que hacía 1808 Chiapas, Guatemala, Nicaragua y Honduras sumaban 797.124 habitantes, actualmente el cálculo es considerado demasiado bajo, estimándose entre 1.200.000 y 2.000.000 de habitantes.
En el caso de Costa Rica los cálculos bajistas lograron imponerse entre la mayoría de los historiadores hasta muy entrado el siglo XX, llegándose a negar el mestizaje que se produjo en el país, argumentando que la mayoría de la población de ese país sería descendientes de europeos sin mezclar. El cálculo del conquistador español Gil González Dávila estima en apenas 5.000 habitantes (aunque el exploró una pequeña parte del territorio), basándose en este cálculo serían 30.000 habitantes al independizarse de España y el país iniciaría un proceso de crecimiento demográfico gracias a una supuesta gran corriente inmigratoria europea (hispano-italiana principalmente).
Basándose en datos del censo de 1801 historiadores como Carlos Granados han estimado la población costarricense se componía una clara mayoría mestiza, un 58% del total, el resto se distribuía en un 16% de mulatos, 16% de indios, 9% de blancos y un 1% de negros. Las fuentes de aquella época dicen que casi todos los blancos vivían en el valle central o las principales ciudades, mientras que en dicho valle habitaban solo 3.542 indios en pueblos o barrios propios.
Desde 1830 varios historiadores acusan que muchos de los antes catalogados como mestizos o algunos como mulatos empiezan a ser considerados "blancos", en especial por interpretaciones de visitantes extranjeros. Consideran explicable la interpretaciones por lo confuso que resultaba varias veces diferenciar las distintas castas o grupos, acusan que estas fueron usadas después por el gobierno y la élite gobernante para dar la imagen de un país blanco, homogéneo, civilizado, sin esclavos y moderno e incluso en varios casos como prácticamente carente de mestizaje.
La primera de estas afirmaciones son del navegante holandés Jacobo Haefkens que considera que en el país hay más blancos que mestizos (también llamados ladinos) a diferencia de los estados vecinos. El escritor del Journal of the Royal Geographical Society of London Juan Galindo señala en 1836 que los centroamericanos se dividían en cuatro castas: blancos, indios, mulatos y ladinos y por último negros pero que solo Costa Rica la mayoría eran blancos (125.000) con una minoría de 25.000 indios sin haber visto ninguna mezcla, clasificando a los locales de «pacíficos e industriosos». Los mismos datos y cifras se repiten en el Almanach de Gotha de 1844 con aportes del capitán francés Maussion de Candé, defendiendo el discurso de la blanquitud de los costarricenses, considerando al país como poco poblado pero tranquilo y bien administrado con ausencia de mulatos y una minoría insignificante de indios. Esto se repite cuando en el mismo año el escocés Robert Glasgow Dunlop relata que los habitantes de ese país son casi todos blancos y que los españoles que le colonizaron no se mezclaron con los indígenas, habiendo en el solo unos pocos negros en los puertos comerciales y mestizos que eran inmigrantes de países vecinos, cifrando que de los 85.000 habitantes unos 70.000 eran blancos puros. Felipe Molina Bedoya cifra a los locales en 100.000, 90% de ellos blancos sin mezclar (1849).
En 1868, el costarricense Manuel de María Peralta que trabajó en Ginebra como agente de migración afirmaba que su país tenía 165.000 habitantes "civilizados y católicos", 141.000 blancos, 7.000 mulatos, 3.000 indios civilizados y 10.000 salvajes. Señala posteriormente que basándose en el censo de 1873 la población se componía de menos de 400.000 personas, 350.000 criollos blancos, 5.000 europeos, 650 chinos y el resto indios.
El censo de 1851 de Costa Rica contó a 100.174 personas, posteriormente la cifra será tradicionalmente considerada como muy baja por errores comunes en los censos de aquella época, elevándolos a 150 mil por Felipe Molina quién sería muy seguido por historiadores posteriores, la cifra oficial consideraba que 90.000 eran blancos y 10.000 indios (la mitad de estos últimos eran miembros de las llamadas tribus salvajes o errantes). El norteamericano Ephraim Squier reacomoda la cifra en 125.000 (90.000 blancos y ladinos) y el viajero Polakowsky en 15 a 20 mil indios más 90.000 blancos y ladinos. La imagen de país homogéneo y blanco fue usado para promocionarlo como destino de inmigrantes europeos, Edouard Pougin, viajero belga que promocionó el país cifraba en 1865 la población aborigen en 5.000 habiendo además muy poca mezcla. Kalt Kaltbrunner en 1867 los cifra en 125 a 130 mil blancos, 7 mil indios, mil negros y 10 mil mestizos, mientras que Louis Énault los cifraba en 250.000 con mayoría blanca pura (90%).
Rodulfo Barón Castro estima que la población nativa de El Salvador (estimada por él en 116.000 al llegar los españoles) sufrió una importante caída en el siglo XVI pero a partir de la siguiente centuria la población empezó a recuperarse.
En 1804 un informe de la visita general del gobernador intendente Ramón de Anguiano especifica lo siguiente, de un total de 128.863 almas para la provincia de Honduras, unas 87.971 corresponden a españoles y ladinos, 35.392 a indios y 5.500 a negros.
En 1838 el Arzobispo de Guatemala, Francisco de Paula García Peláez, estimó la población hondureña en 172.365 gentes, compuesta por 21.165 españoles, 106.668 ladinos y 45.532 indios. En 1855, Squier nos da un cálculo independiente, 350.000 gentes (50.000 españoles, 60.000 ladinos y 100.000 indios, el resto negros y mulatos).
En el censo de 1887 de los 331.917 habitantes el 21%, o sea, 68.872 gentes, eran indígenas. En 1930 eran el 10% (85.769) y en 1945 solo el 6,6% (80.660). Esta reducción de la población indígena se debe principalmente al mestizaje, la aculturización, la discriminación y autonegación de su cultura y la migración del campo a la ciudad, lejos de sus comunidades y cultura.

## Argentina

### Período colonial
Evolución de la población del actual territorio argentino desde 1550 hasta 1895:
| Fecha | Población argentina |
| ----- | ------------------- |
| 1550  | 340.000             |
| 1650  | 298.000             |
| 1778  | 420.900             |
| 1809  | 609.200             |
| 1869  | 1.897.000           |
| 1895  | 4.123.800           |

Tradicionalmente las estimaciones sobre la población precolombina argentina en 300.000 almas aunque los cálculos más modernos superan el medio millón (unos 200.000 parte de las culturas agrícolas del noroeste). La población indígena se redujo enormemente, viéndose compensada por la llegada de colonos españoles pero principalmente por el aumento de la población mestiza y la introducción forzada de esclavos africanos. A inicios del s. XVII la población del futuro Virreinato del Río de la Plata se estima en 1.500.000 habitantes (sin incluir al Paraguay), si se le incluyese se sumarían otras 330 mil personas. En 1550 los comechingones (nativos de las actuales provincias de Córdoba y San Luis) se rebelaron, Francisco de Villagra la sometió con la muerte de unos 3.000 indios.
La llegada de los europeos se realizó por tres corrientes: una proveniente directamente desde Europa, llegó a la cuenca del río de la Plata, fundando Buenos Aires, Asunción, Santa Fe, Corrientes y Paraná. La segunda, desde Perú, colonizó el noroeste argentino, fundándose Santiago del Estero, San Miguel del Tucumán, Salta, San Fernando del Valle de Catamarca, La Rioja y San Salvador de Jujuy. La última venia desde Chile hacia el Cuyo, estos fundaron Mendoza, San Juan y San Luis.
Según los cálculos de Boyd-Bowman, unos 50.000 europeos migraron legalmente a las Américas, entre un 20 y 25% del total, de ese total cerca de un 5% migró al río de la Plata, lo que significaría que entre 10.500 y 13.000 españoles, entre dos tercios y tres cuartos de aquellos se establecieron en la actual Argentina y el resto en Paraguay. Durante el s. XVI los principales inmigrantes provenían de Andalucía, Extremadura y Toledo o Castilla la Nueva (llamados machegos), en menor número llegaron vascos y catalanes junto a portugueses e italianos (en su mayoría de Génova), es posible, sin embargo, que hasta un 10% de los que migraban al territorio americano volvían al poco tiempo a España.
Bessio Moreno basándose en los escasos (y muchas veces con amplios vacíos de información) registros nupciales y de defunciones calculó que la población de la ciudad de Buenos Aires era de siete mil en 1700 y en 1720 8.908 gentes. El empadronamiento de 1726 censo la campaña (zona rural circundante) bonaerense y contó 2.538 gentes (87% blancos, 3% indios y 10% de color), muchos de los indígenas vivían en cambio en reducciones o misiones. En 1730 los padres Cattaneo y Gervasoni, quienes respectivamente estiman la población de la ciudad 16.000 y 24.000 gentes (31% blancos y 69% negros y mixtos, también llamados de color) lo que significaba un amplio crecimiento desde que el viajero francés Pierre de Massiac estimó que en 1664 Buenos Aires y sus alrededores tenían 6.000 habitantes (300 a 400 familias, la mitad de blancos).
Un segundo empadronamiento por Cattaneo de 1738 sobre la ciudad, 4.436 habitantes se censaron, 89,5% de blancos, 10% negros y de raza mixta y 0,5% de indios. El padrón dio 1.128 en la campaña. Pero estas cuentas no tienen en cuenta las críticas que les hace Gervasoni y por lo cual Bessio eleva la cifra a 11 mil personas. El padrón de 1744 es mucho más completo, 16.111 habitantes (11.580 a 17.000 según la interpretación), con esto Bessio estima en 13.840 pobladores para 1750 (el apoya el cálculo bajista sobre la población en 1744). El mismo padrón estima que en 1744 el 80% de la ciudad y el 78,5% de la campaña era blanca, el 3 y el 7% respectivamente eran indios y el 17 y 14,5% respectivamente era negros o de raza mixta. En 1759 la ciudad tiene 17.100 habitantes, en 1766 eran 20.763 y en 1788 24.083 gentes.
En 1776 se creó el Virreinato del Río de la Plata, dos años después, el Virrey Juan José de Vértiz y Salcedo ordenó un censo, se contabilizaron 380.000 habitantes, excluyendo las zonas no sometidas del Chaco, la Patagonia y la Pampa. Las intendencias de Córdoba (Cuyo y Córdoba), Salta (actual noroeste), Buenos Aires (Buenos Aires, Santa Fe, la Mesopotamia argentina y Misiones Occidentales y Orientales) sumaban 180.000 personas. En esa época la región noroeste y el Cuyo concentraban 80% de la población mientras la llanura pampeana solo el 20% restante. Otros cálculos asumen que la Gobernación del Tucumán (intendencias de Salta y Córdoba, excepto el Cuyo, modernas provincias de Córdoba, Santiago del Estero, Tucumán, Jujuy, Catamarca y La Rioja) tenía 126.004 pobladores (34.969 blancos, 35.324 indios, 11.410 negros y 44.301 de castas), para 1809 la población de la Gobernación había crecido a 211.867 gentes.
Población virreinal a finales del período colonial:
| Unidad                                                     | Población                          | Fecha                    | Fuente                                                       |
| ---------------------------------------------------------- | ---------------------------------- | ------------------------ | ------------------------------------------------------------ |
| Virreinato del Río de la Plata                             | 186.526 310.628 600.000            | 1778 1797 Fines s. XVIII | Censo Censo Estimación de Mitre                              |
| Intendencia del Paraguay                                   | 97.480                             | 1793                     | Félix de Azara                                               |
| Banda Oriental                                             | 30.685                             | 1793                     | Azara                                                        |
| Intendencia de Salta del Tucumán                           | c. 77.000                          | 1778                     | Estimación                                                   |
| Provincia de Salta                                         | 11.565                             | 1778                     | Censo                                                        |
| Provincia de Tucumán                                       | 19.468 20.104 22.809 20.014 20.000 | 1778 1789 1800 1803      | Censos, Edberto Acevedo Censo, López Censos, Edberto Acevedo |
| Provincia de Santiago del Estero                           | 15.456                             | 1778                     | Censo                                                        |
| Provincia de Catamarca                                     | 15.315                             | 1778                     | Censo                                                        |
| Provincia de Jujuy                                         | 13.619                             | 1778                     | Censo                                                        |
| Intendencia de Córdoba del Tucumán (Corregimiento de Cuyo) | 74.312 (71.357) 79.276             | 1778 1788                | Censo                                                        |
| Provincia de Córdoba                                       | 36.000 40.200 44.506               | 1760 1778                | Censo                                                        |
| Provincia de La Rioja                                      | 9.699 9.887                        | 1778 1783                | Censo                                                        |
| Provincia de Mendoza                                       | 4.000 8.765                        | 1756 1778                | Censo                                                        |
| Provincia de San Juan                                      | 7.690                              | 1778                     | Censo                                                        |
| Provincia de San Luis                                      | 6.956 17.000 16.500                | 1778 1815 1819           | Censo Estimaciones                                           |
| Intendencia de Buenos Aires                                | c. 125.000                         | 1778                     | Estimación                                                   |
| Provincia de Buenos Aires                                  | 33.522 37.679 43.165               | 1778                     | Censo García Belsunce                                        |
| Provincia de Entre Ríos                                    | 11.600                             | 1800                     | Azara                                                        |
| Provincia de Corrientes                                    | 8.128 7.200 7.991 16.000 20.000    | 1760 1778 1779 1782      | Estimaciones                                                 |
| Provincia de Santa Fe                                      | 1.300 12.600 13.600                | 1765 1797 1800           | Estimaciones                                                 |

Estimaciones de la población de la Intendencia de Buenos Aires en 1797:
| Provincia    | Población rural | Población urbana | Población total |
| ------------ | --------------- | ---------------- | --------------- |
| Buenos Aires | 40.000          | 32.168           | 72.168          |
| Santa Fe     | 4.000           | 7.292            | 11.292          |
| Corrientes   | 4.500           | 4.728            | 9.228           |
| Entre Ríos   |                 |                  | 11.600          |
| Misiones     |                 |                  | 43.430          |

Evolución de la población de Corrientes:
| Provincia  | Población (1622) | Población (1675) | Población (1760) | Población (1797) | Población (1802) | Población (1814) | Población (1820) |
| ---------- | ---------------- | ---------------- | ---------------- | ---------------- | ---------------- | ---------------- | ---------------- |
| Corrientes | 1.927            | 3.852            | 9.715            | 18.728           | 20.308           | 30.104           | 36.697           |

En la zona del litoral rioplatense la población era en su mayoría blanca, mientras que en el interior se daba un notorio incremento de la negra, en cuanto a los indígenas su número descendía debido al mestizaje, la expulsión de los Jesuitas de sus misiones o la migración. Para Catamarca el padrón de 1778 contabilizó 15.315 personas, 4.567 blancos, 7.908 de castas (74%) y 2.817 indígenas (18,39%).
La Ciudad del Plata en 1773 tenía una población compuesta por 15.719 blancos, 544 indios, 674 mestizos, 3.153 mulatos, 4.115 negros y 549 religiosos, siendo la cuarta mayor ciudad del Virreinato del Perú después de Lima, Cuzco y Santiago. La población había crecido poco respecto a la del siglo anterior, en 1606 La Rioja tenía 62 vecinos y 6.000 indios bajo sus dominios.
En el caso del Cuyo, muchas de las encomiendas formadas fueron repartidas entre españoles peninsulares y criollos chilenos. Sobre la población nativa, miles de huarpes fueron vendidos como esclavos por sus encomenderos y llevados a Santiago de Chile, mientras muchos los capayanes (tribu diaguita) fueron deportados a otros territorios o llevados a reducciones jesuitas tras las rebeliones protagonizaron. La población indígena quedó muy menguada, empezando a recuperarse en el s. XVIII, sin embargo, continuaron siendo mayoría a pesar de la importancia de los mestizos y la llegada de esclavos africanos. Durante un empadronamiento realizado entre 1777 y 1778 por el gobernador de Chile, Agustín de Jáuregui, el Cuyo tenía 60.000 habitantes.
Debe de tenerse en cuenta que en el censo de 1778 hasta un 30% de los habitantes de las provincias argentinas era afrodescendientes. Para el censo de 1778 Tucumán, Salta y Córdoba tenían una población negra que superaba el 40% del total, mientras que en Santiago del Estero y Catamarca era superior al 50%. En las otras provincias rondaba entre el 10 y el 20%. Es de hacer notar que el Litoral era todavía la región menos desarrollada del Virreinato, en ese año recién se habilitaría el puerto de Buenos Aires para el comercio con España, y que mucho del territorio actual del país continuaba en manos aborígenes. A finales del s. XVIII la ciudad de Salta (de 4.000 ha.) tenía un 20% de africanos, pero el conjunto de población de castas libre y esclava sumaba según la fuente un 45%, 48,1% u 87%. En La Rioja había un 53% de indígenas, la población de castas se dividía en un 8% de esclavos y 39% de libertos (1795). En 1778 en Catamarca las castas sumaban entre un 51% (Maeder) y un 73,6% (María Florencia Guzmán). Emiliano Endrek y Dora Celton señalan que en 1778, en Córdoba había un 29% de esclavos y 49% de libres para un total de 42,2% de afromestizos. Aníbal Arcondo cree que los afrodescendientes eran 20,7% de la población. Corrientes por su parte tenía una importante parte de su población como guaraníes viviendo en reducciones jesuitas, en menor medida sucedía en Misiones.
Población de la actual Argentina por etnia o casta, libre o esclava, correspondiente al conteo de 1778:
| Provincia           | Población provincial: Afrodescendientes y mestizos | Población provincial: Afrodescendientes solamente | Afrodescendientes y mestizos: población esclava | Afrodescendientes y mestizos: población libre |
| ------------------- | -------------------------------------------------- | ------------------------------------------------- | ----------------------------------------------- | --------------------------------------------- |
| Catamarca           | 73,6%                                              | 52%                                               | (710) (518)(A)                                  | (7.198)                                       |
| Salta               | 67,6%                                              | 46%                                               | 19,5%                                           | 48,1%                                         |
| Tucumán             | 64%                                                | 42%                                               | -                                               | -                                             |
| Santiago del Estero | 54,13%                                             | 54%                                               | -                                               | -                                             |
| Córdoba             | 54%                                                | 44%                                               | 29%                                             | 49% 56,8%(B)                                  |
| La Rioja            | 47%                                                | 20%                                               | 8%                                              | 39%                                           |
| Cuyo                | 17%                                                | 44% Mendoza 16% San Juan 9% San Juan              | -                                               | -                                             |
| Jujuy               | -                                                  | 13%                                               | -                                               | -                                             |
| Buenos Aires        | 28,4%                                              | -                                                 | 81,4%                                           | 18,6%                                         |
| Santa Fe            | -                                                  | -                                                 | -                                               | -                                             |
| Entre Ríos          | -                                                  | -                                                 | -                                               | -                                             |
| Corrientes Misiones | 11,6%                                              | -                                                 | 0,5%                                            | 11,1%                                         |

La alta población africana en regiones del noroeste y centro argentino es en parte explicable porque aquellas regiones quedaron muy reducidas en población no solo por la conquista en sí misma, sino también por la represión a las rebeliones de los pueblos diaguitas que habitaban aquellas zonas, muchos fueron forzados a desplazarse a otros lugares o a reducciones o se mestizaron y aculturizaron, siendo necesario reemplazar su mano de obra por la de africanos desde fines del s. XVII.
Según el censo de 1778 en Buenos Aires vivían 7.268 afrodescendientes (4.115 negros y 3.153 mulatos) en una ciudad de 24.205 habitantes, en 1838 los africanos eran el 23,7% de los bonaerenses. Según el erudito Miguel Lastarria estima que entre 1586 y 1655 más de 13.000 negros se importaron a Buenos Aires, en 1595 el rey español había autorizado la introducción anual de 4.250 esclavos a América pero no más de 600 al Río de la Plata, sin embargo, solo entre 1598 y 1609 se introdujeron ilegalmente 1.100 negros a Buenos Aires, otros 12.788 más son traídos desde Brasil pero 288 de manera legal. En 1810 9.615 negros y mulatos vivían en la ciudad, un 29,53% de sus 32.558 habitantes. En 1838 vivían en la ciudad 14.928 afrodescendientes (un 23,7% de los 62.957 residentes), la caída porcentual se debía sobre todo al aumento de la población blanca.
Durante la segunda mitad del s. XVIII con las cada vez mayores inmigraciones de europeos y de africanos junto a la recuperación de la población indígena se dio un proceso del aumento de la población de castas dando como resultado una mayor diversidad cultural pero también un intento de aculturización, las principales provincias en vivir este proceso fueron La Rioja, Tucumán y Catamarca. En tanto que en la ciudad de Jujuy cerca de un 82% era indígena. Para inicios del s. XIX Argentina tenía unos 100.000 africanos y 200.000 indígenas en su territorio, la mitad de su población era mestiza. Cuando se independizó el país un 75% de los argentinos era indígena o mestizo. Otras fuentes hablan de unos 250.000 indígenas argentinos en 1810 (40% de la población total) reducidos a 200.000 en 1869 (10% de la población). En 1840 la ciudad Córdoba que era un gran centro comercial donde se desembarcaban los cargamentos de esclavos estaba compuesta por un 62% de afrodescendientes.
La ciudad de San Fernando del Valle de Catamarca creció entre 1778 y 1812 en un 45%, de 6.441 a 9.236 pobladores. En 1596 los indígenas encomendados en la actual provincia de Salta superaban los 5.000, pero para 1778 eran solo el 26% de la población provincial, los blancos pasaron de 500 en 1582 a 3.200 criollos, los zambos, mulatos y negros eran el grupo más numeroso de la provincia, 5.300 gentes, entre 1801 y 1869 la población provincial se duplicó seis veces gracias en a su importancia comercial y política. En cuanto a Jujuy unas 13.889 almas le poblaban en 1778, tuvieron un gran crecimiento hasta 1869, siendo en ese año 40.379 y en 1895 49.713 vidas.
El censo de 1778 registra entre 4.000 y 5.000 "naturales" en las cabeceras de La Rioja, Santiago del Estero, Tucumán y Córdoba y más de 11.000 en Jujuy (Larrouy, 1927), otras fuentes más específicas como las revisitas de tributarios de 1786, 1791 y 1807 nos revelan una vez más que solamente Santiago y Jujuy conservaban pueblos de indios de cierta entidad a fines de la colonia. En Santiago del Estero cerca de 5.000 individuos fueron registrados como "indios", la cercana revisita de tributarios de 1786 contabiliza a unos 3.600 sujetos cobijados por los pueblos. La diferencia existente entre los dos recuentos- de considerar literalmente los datos de 1778- la proporcionaría un sector (no demasiado vasto pero en crecimiento) de "indios libres", ya no necesariamente vinculado con los pueblos de encomienda que en el pasado habían contenido a sus antecesores. En 1778 los censos de población estimaban que la población afroargentina era de un 10% a 24% en el Cuyo y un 45% a 50% en el Noroeste, además de ser un 30% en el Buenos Aires de los tiempos de Rosas.
En La Rioja Juan Ramírez de Velasco estimó que en la provincia vivían 32.000 gentes, tras la reducción de su población durante la conquista la población solo se recuperó en 1855 cuando el censo de la provincia contó 34.383 vidas. Otro censo provincial da la cifra de 14.095 provincianos en 1814. Hacia 1864 se estimaban en 40.000 sus habitantes según Martín de Moussy.
En la provincia de Córdoba esta fue aumentando desde fines de la Colonia hasta mediados del siglo XIX de forma lenta pero constante. El censo de 1779 contó 44.052 almas, otro de 1813 62.176, una evaluación del Congreso estimó en 90.000 para 1826, otro censo provincial de 1839 registró 102.248, el de 1852 110.539 y finalmente el de 1857 137.079.
En cuanto al Cuyo Moussy estimaba que estaba poblado por unas 20.007 almas en 1770 (4.000 en la provincia de San Luis), en 1825 el Congreso estimaba que unas 80.000 (25.000 para San Luis y 26.000 para San Juan), en 1832 otra estimación cifra la población cuyana también en 80.000 (30.000 en Mendoza, 35.000 en San Juan y 15.000 en San Luis). Los censos oficiales de las provincias dan los siguientes resultados: en 1854 32.000 almas en San Luis y 48.000 en San Juan (censos incompletos) y en 1857 37.602 en San Luis y 47.478 en Mendoza.
Población de la Mesopotamia y la Patagonia durante el siglo XIX:
| Población                          | Enumeración   | Fecha     |
| ---------------------------------- | ------------- | --------- |
| Mesopotamia argentina              |               |           |
| 40.000                             | almas         | 1618      |
| 20.000 10.000 en misiones jesuitas | indios        | 1625      |
| 42.300                             | total         | 1630      |
| 33.500                             | almas         | 1644-1711 |
| 28.714                             | almas         | 1647      |
| Patagonia                          |               |           |
| 4.000                              | almas         | 1780-1783 |
| 4.000                              | hombres       | 1826      |
| 8.000                              | indios        | 1825      |
| 4.000-5.000                        | indios        | ¿?        |
| 2.000                              | una población | 1875      |

Los chiquitos tenían en Santa Cruz 3.688 indios en reducciones. Los toconotés o matarás eran unos 60.000 en 1692, ocho mil en la ciudad de Matarás o Concepción. En la jurisdicción del Esteco eran solo 30.000 los tributarios por lo que el total de matarás bien pudo llegar a los 100.000. Actualmente estas cifras dadas por los misioneros a las autoridades de la época se consideran exageradas.

### Período republicano
En 1810 la población de Buenos Aires se estimaba en 41.000 personas, en el primer censo argentino de 1869 la población indígena no sometida del Chaco, la Pampa y la Patagonia se estimaba en 93.000 personas, mientras que en el siguiente censo de 1890 estos pueblos se estimaban en apenas 30.000 gentes (la provincia en cambio tenía 92.000). Llegó a los 41.642 habitantes (60 mil si se incluyen los alrededores) al independizarse. Hacía 1885 tenía la ciudad bonaerense 383 mil habitantes (520.000 en los alrededores). Unos 152.000 eran extranjeros (40 mil españoles).
La ciudad de Mendoza tenía 13.000 en 1810 y similar cifra la de San Juan (7.000 en 1770).
En 1817 se estimaba que el Virreinato tenía dos millones de habitantes, 965.000 eran indígenas (130.000 en la provincia de Buenos Aires, 25.000 en la de Córdoba, 371.000 en la Intendencia de Cochabamba, 230.000 en la de Potosí y 154.000 en la de Charcas). La provincia de La Paz tenía 400.000 habitantes siendo una de las más pobladas. Se debe considerar que en varios distritos solo se empadronaban a los blancos, esclavos o gente de castas, excluyendo a los indígenas.
Al momento de independizarse, el Virreinato tenía cerca de 2.500.000 de habitantes (1.805.000 en las provincias de Buenos Aires, Córdoba, Cochabamba, Potosí, Charcas, Santa Cruz, La Paz, y Paraguay; 330.000 en las de Tucumán, Santiago del Estero, Catamarca, La Rioja, San Juan, Mendoza, San Luis, Jujuy y Salta).
Tras la ocupación realista de partes del Noroeste argentino los independentistas de Salta, Jujuy y el Alto Perú huyeron en masa al Tucumán, para 1814 eran un tercio de la población de la provincia (que tenía en total 43 mil pobladores). Para detener la ofensiva enemiga se organizaron milicias de gauchos, reclutándose el mismo año a más de 2.100, además de contar con los restos del Ejército del Norte, con esto la provincia se convirtió en una verdadera "ciudadela" que contuvo con éxito los planes de reconquista del Virrey del Perú.
El mismo año Entre Ríos se separó de Buenos Aires, y durante toda la década de 1810 su población creció en un 25%, para 1820 alcanzaba un total de 20.000 provincianos y en Paraná, su mayor ciudad, estaban 4 mil de ellos.
Corrientes en cambio se encontraba en un proceso de colonización de su vasto territorio, desde 1790 se empezaron a poblar las zonas del este, sur y sudeste de la provincia, pero en 1814 la población todavía se concentraba en la zona noroeste, la tradicionalmente más poblada, eran unos 30.000 correntinos, 71% blancos cuyo único centro urbano era su capital homónima (5.000 gentes). Los censos provinciales de 1820 y 1833 dieron como resultado una población de 36.800 y 55.500 habitantes respectivamente.
A consecuencia de la guerra la provincia de Santa Fe que ya de por si estaba poco poblada en se mantuvo durante la misma década prácticamente con una población estable, sin mayor crecimiento, de hecho, en 1814 y 1825 permaneció en apenas 15.000 pobladores. Para 1819 las distintas provincias que ya comenzaban a enfrentarse tenían como las más poderosas, ricas y pobladas a las de: Buenos Aires con 125.000 habitantes, le seguía Córdoba con 75.000, luego venían Santiago del Estero (60.000) y Salta (50.000). En cuanto a regiones las principales eran el noroeste (220.000 pobladores) y Cuyo (88.000), aunque Buenos Aires era por mucho la ciudad más poblada y rica de todos por su control de la aduana porteña.
Las estimaciones basadas en los censos provinciales permiten estimar que en la primera mitad del siglo XIX en la Confederación Argentina había 800.000 almas, 110.000 eran mulatos y 20.000 negros frente a solo 85.000 blancos. En 1812 un censo provincial estimó que en Catamarca había 36.856 personas, otro de Córdoba (1813) cifra en 72.043 gentes y las cifras de los censos provinciales siguen así, Corrientes (1814): 20.961; San Luis (1812): 13.419; San Juan (1812): 12.929; Mendoza (1812): 13.318; La Rioja (1814): 14.095.
Santiago del Estero siempre fue una provincia argentina muy poblada, en 1778 el total de la población santiagueña censada en estos años es de 15.456, de los cuales son 8.312 negros, 4.897 indígenas y 2.247 blancos, con solo un 11% de habitantes urbanos. Una estimación de Alén Lascano, para 1790, basada en los datos del obispo Moscoso, al que considera más confiable por el mayor equilibrio entre las castas con cierto predominio del componente blanco en el total propuesto. Un total de 32.000 de los cuales discrimina a 18.000 habitantes blancos, 12.000 indios y mestizos, y 2.000 habitantes entre negros y mulatos. Según estimaciones de Diego G. De la Fuente, para los primeros años del s. XIX una población total de 40.500 habitantes, y con esta cifra era entonces la jurisdicción más poblada de la provincia de Salta del Tucumán. En el año 1819 un censo -en el cual no se discriminaran ya las diferencias raciales-, reveló un total de 43.370 habitantes para la jurisdicción, y a esta cifra habría que agregarle la de 2.000 indígenas de poblaciones no reducidas. En este relevamiento la población rural continuó siendo elevada con 38.005 habitantes contra 8.365 que residían en la ciudad de Santiago del Estero. Hay estimación publicada en el diario “El Argos” de Buenos Aires en febrero de 1824 que atribuye a la provincia una población total de 50.000 habitantes. Igual cifra aportó un viajero inglés citado por Palomeque quien aporta además una estimación de 60.000 para 1854 y el sugestivo dato de 140.000 habitantes para 1863, cifra que se acerca a los resultados del primer Censo Nacional de 1869.
Población argentina por provincia hacia el 1820, excepto Buenos Aires:
| Provincia  | Población     | Provincia           | Población     |
| ---------- | ------------- | ------------------- | ------------- |
| Santa Fe   | 15.000-20.000 | Entre Ríos          | 30.000        |
| Corrientes | 35.000-40.000 | Córdoba             | 85.000        |
| La Rioja   | 18.000-20.000 | Santiago del Estero | 50.000        |
| Tucumán    | 40.000        | Catamarca           | 30.000-35.000 |
| Jujuy      | 30.000        | Salta               | 60.000        |
| San Luis   | 20.000-25.000 | Mendoza             | 35.000-40.000 |
| San Juan   | 25.000        |                     |               |

Cálculo de la población de los países del Río de la Plata en 1847 y 1854:
| Provincia                     | Población (1847) | Población (1854) | Provincia           | Población (1847) | Población (1854) | Provincia  | Población (1847) | Población (1854) | Provincia           | Población (1847) | Población (1854) |
| ----------------------------- | ---------------- | ---------------- | ------------------- | ---------------- | ---------------- | ---------- | ---------------- | ---------------- | ------------------- | ---------------- | ---------------- |
| Litoral argentino             | 410.000          | 660.000          |                     |                  |                  |            |                  |                  |                     |                  |                  |
| Buenos Aires                  | 320.000          | 500.000          | Santa Fe            | 20.000           | 30.000           | Entre Ríos | 30.000           | 70.000           | Corrientes Misiones | 40.000           | 60.000           |
| Interior argentino            | 320.000          | 480.000          |                     |                  |                  |            |                  |                  |                     |                  |                  |
| Córdoba                       | 90.000           | 150.000          | Santiago del Estero | 50.000           | 60.000           | Tucumán    | 45.000           | 65.000           | Salta               | 60.000           | 70.000           |
| Jujuy                         | 20.000           | 40.000           | Catamarca           | 30.000           | 65.000           | La Rioja   | 25.000           | 30.000           | -                   | -                | -                |
| Provincias cuyanas            | 90.000           | 135.000          |                     |                  |                  |            |                  |                  |                     |                  |                  |
| San Luis                      | 20.000           | 30.000           | Mendoza             | 45.000           | 60.000           | San Juan   | 25.000           | 45.000           | -                   | -                | -                |
| Total provincias argentinas   | 820.000          | 1.275.000        |                     |                  |                  |            |                  |                  |                     |                  |                  |
| Otros                         | 300.000          | 870.000          |                     |                  |                  |            |                  |                  |                     |                  |                  |
| Paraguay (estimación de 1840) | 220.000          | 750.000          | Banda Oriental      | 80.000           | 120.000          | -          | -                | -                | -                   | -                | -                |
| Total Río de la Plata         | 1.120.000        | 2.145.000        |                     |                  |                  |            |                  |                  |                     |                  |                  |

El primer censo de Argentina de 1869 contó:
| Clasificación                    | Población | Clasificación          | Población | Clasificación           | Población |
| -------------------------------- | --------- | ---------------------- | --------- | ----------------------- | --------- |
| Provincia de Buenos Aires        | 495.107   | Provincia de Santa Fe  | 89.117    | Provincia de Entre Ríos | 134.271   |
| Provincia de Corrientes          | 129.023   | Provincia de Córdoba   | 210.508   | Provincia de San Luis   | 53.294    |
| Provincia de Santiago del Estero | 132.898   | Provincia de Mendoza   | 65.413    | Provincia de San Juan   | 60.319    |
| Provincia de La Rioja            | 48.746    | Provincia de Catamarca | 79.962    | Provincia de Tucumán    | 108.953   |
| Provincia de Salta               | 88.933    | Provincia de Jujuy     | 40.379    | Provincia del Chaco     | 45.291    |
| Provincia de Misiones            | 3.000     | Pampa                  | 21.000    | Patagonia               | 24.000    |
| Ejército en el Paraguay          | 6.276     | En el extranjero       | 41.000    | -                       | -         |
| Población de Argentina           | 1.877.490 | -                      | -         | -                       | -         |

Estimación de la población de Buenos Aires en 1869:
| Estimación      | Población | Estimación          | Población | Estimación                | Población |
| --------------- | --------- | ------------------- | --------- | ------------------------- | --------- |
| Bartolomé Mitre | 45.000    | Vicente Fidel López | 70.000    | Manuel Moreno             | 55.000    |
| Ricardo Rojas   | 73.000    | Gregorio Funes      | 70.000    | Juan Martín de Pueyrredón | 68.000    |
| Mariano Moreno  | 60.000    | Manuel Belgrano     | 65.000    | -                         | -         |

Durante el siglo XIX e inicios del XX los inmigrantes que se establecen de forma permanente en el país 2.000.000 son italianos y 1.400.000 españoles, la mayoría de los inmigrantes se establecen en Buenos Aires, Rosario, las provincias de Santa Fe, Córdoba, Entre Ríos y La Pampa, y el litoral. Dejando amplias zonas del interior del país (especialmente las rurales) pobladas por población mestiza, en el Cuyo, excluyendo la zona de la ciudad de Mendoza y sus alrededores la mayoría de la población es mestiza, mismo composición étnica se repite en el noroeste y partes del noreste.

## Paraguay
Al iniciar el s. XVII las 32 misiones jesuitas en el Paraguay llegaron a incluir 100.000 a 200.000 guaraníes (40.000 en Brasil). Entre 1600 y 1750 las reducciones jesuitas fueron el hogar de los guaraníes en las provincias de Misiones Occidental y Oriental, Paraguay y la Banda Oriental, cada pueblo tenía unos 6.000 habitantes. Con el Tratado de Madrid las misiones lentamente fueron abandonadas o destruidas violentamente. Los tupinacas (pueblo tupí) hasta el momento del contacto de los portugueses en el s. XVII eran 30.000 divididos en 300 aldeas.
En cuanto a las tribus errantes en el Chaco selvático los misioneros les estimaban en 1.000 en 1767, en la misión de San Xabier había 1.000 mocovíes. En 1769 los sacerdotes Pedro Andreu y Manuel Durán lograron que 6.000 o más guanas se redujeran en una misión, el total de miembros de la tribu la estimaban en 30 a 45 mil según los misioneros.
La Intendencia del Paraguay tenía 97.480 habitantes según el empadronamiento de 1778. A fines del s. XIX en el Gran Chaco, Misiones y el suroeste brasileño había 300 a 500 mil indígenas que sufrieron una fuerte pérdida demográfica por el sometimiento.

## Uruguay
Montevideo fue fundada como un faso enorme a la expansión portuguesa, los informes del Consejo de Indias estiman en 350 pobladores en 1726, 500 en 1730, 939 en 1750, 9.298 en 1778 (6.695 españoles, 1.386 esclavos negros, 562 negros libertos, 538 pardos libres y 117 indios) y 11.430 en 1810. Para esas fechas la Banda Oriental estaba dividida: en una región al sur, en torno a Montevideo, bajo disputas entre Portugal y España; otra en el sector norte ocupada por los jesuitas y el resto bajo el control de las tribus de indios infieles. En 1793 la población censada en el área meridional era de 30.885 (7.000 negros y 700 indios) de los que 15.245 vivían en Montevideo.
La cifra de Ulmich es de 2.000 hombres en un pueblo de indios llamado zechuruass. Entre 1700 y 1715, ante la continuó hostilidad de los charrúas, los jesuitas le pidieron permiso a la Corona y apoyo a Buenos Aires para declararles la guerra, se trajeron miles guaraníes de sus misiones para someterlos, gracias a lo cual los jesuitas expandieron ampliamente su zona de influencia, tenían 30 reducciones con 140.000 indios mientras que los vecinos de Montevideo apenas sumaban algunos centenares en 1729. La superioridad numérica de los 2.000 guaraníes fue insuficiente para someter a los pocos cientos de guerreros charrúas, minuanes y yaros, como se demostró en la batalla del río Yi (1702) por lo que otros 2.000 indios guaraníes fueron enviados a apoyar el esfuerzo bélico, estos participaron posteriormente en la construcción de la murallas alrededor de Montevideo (1724-1726). El 17 de septiembre de 1749 Francisco de Vera y Mujica, gobernador de Santa Fe, funda la reducción de "Nuestra Señora de la Concepción de Cayastá", con 339 charrúas que escaparon del territorio uruguayo.
Aquella migración inicial guaraní fue la primera de un largo proceso que llevó a que estos pueblos sean el mayor aporte indígena del Uruguay. En 1754 los portugueses llevaron a Viamão, en Rio Grande do Sul, a 3.000 guaraníes capturados pero a los pocos años la mayoría escapó hacia la Banda Oriental. Además tras la expulsión de los Jesuitas en 1767 el sacerdote alemán Martín Dobrizhoffer dejó constancia que 15.000 indios de sus misiones "se dispersaron en los campos más remotos sobre el Uruguay, para tener pronto su alimento porque allí abunda el ganado".
Cuando Portugal tomó para sí las misiones ubicadas al oriente del curso norte del río Uruguay, en 1777, muchos huyeron al sur para no quedar bajo el gobierno de sus antiguos enemigos. En 1820 cuando Artigas fue vencido y buscó refugio en Paraguay, 4.000 guaraníes que eran su último apoyo en Corrientes, Entre Ríos y Misiones, cruzaron a refugiarse en la Banda Oriental. Y, finalmente, en 1828, cuando Rivera reconquistó las misiones orientales, entre 4.000 y 10.000 guaraníes ingresaron con él al actual territorio uruguayo.
Además, esos indios –a diferencia de los charrúas– sí se mestizaron. La población charrúa en la Banda Oriental –que según las fuentes más serias jamás sobrepasó las 5.000 almas– nunca aceptó la religión cristiana ni las pautas de conducta y trabajo que traían los europeos. Tampoco aceptaron mezclarse con los blancos. También un alto porcentaje de los guaraníes que entraban en Uruguay lo hacían porque no soportaban permanecer en las misiones, tanto por la disciplina que en ellas se imponían como por las frecuentes epidemias de viruela que ahí se producían.
González Rissotto y Rodríguez Varese investigaron años atrás las actas de bautismos y defunciones existentes en los registros parroquiales desde la época colonial hasta 1851 y detectaron casi 30.000 pobladores guaraníes. Ambos consideran que la mayoría del mestizaje también fue entre europeos y guaraníes.
Sobre la población del actual Uruguay esta creció enormemente gracias a la inmigración europea, que en muchos casos absorbió la población de otras etnias. En 1830 tenía 74.000 habitantes aunque algunos la suben a 100.000. De estos unos veinte mil vivían en la capital, Montevideo, o sus alrededores. En 1842 se produjo el último censo con categorías de "raza o color" que un total de 200.000 almas (9.000 negros y ningún indio).

## Bolivia
Evolución de la población de la actual Bolivia entre 1570 y 1810:
| Etnia                 | 1570    | 1650    | 1810      |
| --------------------- | ------- | ------- | --------- |
| Indígenas             | 700.000 | 750.000 | 1.000.000 |
| Blancos               | 7.000   | 50.000  | 150.000   |
| Africanos y de castas | 30.000  | 50.000  | 350.000   |
| Total                 | 737.000 | 850.000 | 1.500.000 |

En 1796, la población del Alto Perú, sumando los Arzobispados de La Plata, La Paz y Santa Cruz, era de 552.700 personas.
En 1700 en el actual Departamento del Beni las misiones jesuitas eran 8 con 20.000 indios, treinta y cuatro años después eran 20 con 35.000 fieles. Según Klein en 1846 Bolivia tenía 476.000 indios viviendo en reducciones, 250.000 en 1900 y en 1950 solo 140.000. En 1854 el censo del país estimó en 760.000 los indios salvajes en Beni, Santa Cruz y el Chaco (una cifra más realista es de alrededor de 100.000). En 1874 durante la conquista del Chaco los chiriguanos, chanés, tobas, chorotes y tapietés se rebelaron y formaron un ejército de 15.000 a 20.000 guerreros.
Estimación de la población boliviana en 1820:
| Lugar      | Población del Departamento | Población de la capital |
| ---------- | -------------------------- | ----------------------- |
| La Paz     | 375.000                    | 40.000                  |
| Oruro      | 115.000                    | 4.600                   |
| Potosí     | 245.000                    | 9.000                   |
| Chuquisaca | 142.000                    | 12.000                  |
| Cochabamba | 148.000                    | 30.000                  |
| Santa Cruz | 75.000                     | 9.000                   |
| Total      | 1.100.00                   | 104.600                 |

## Brasil
En los primeros cuarenta años tras la conquista portuguesa unos dos millones de indígenas muertos o esclavizados y 500 pueblos y ciudades fueron destruidas o despobladas. Una peste de gripe en 1552 y otra de viruela en 1562 afectaron a gran parte de la población, en especial a los tupíes de Pernambuco.
Las fuentes hablan de la caída de hasta 5 millones de habitantes a solo un millón en un siglo. Para el año 1700 eran 950.000 indígenas y 300.000 negros, blancos, mulatos y mestizos. A mediados del s. XVIII quedaban según Hemming 1 a 1,5 millones de habitantes.
Entre los guaraníes perduró siglos la esperanza mesiánica de una Tierra sin males, hacia la cual se produjeron migraciones desastrosas de «diez mil tupinamba, de 1540 a 1549, desde Pernambuco hasta Perú, donde llegaron solamente trescientos; y la que condujo, entre 1820 y 1912, a tres tribus guaraní del Paraná superior hasta la costa del Atlántico» (Krickeberg, Etnología, p. 195). Entre 1561 y 1639 60.000 tupinambas emigraron de la costa noreste de Brasil al Perú huyendo de los portugueses, al encontrar blancos ahí también se dirigieron al centro de la Amazonía, iban en varios grupos y tuvieron que vencer varias tribus enemigas en su viaje. En 1585 en Guaira las misiones jesuitas sufren los primeros ataques de los bandeirantes, 30.000 indios carijos son esclavizados y 300 poblados son destruidos. En 1600 São Paulo tenía 2.000 habitantes y 100 casas.
Hasta el s. XVIII la mayoría de la población brasileña eran indígenas a pesar de la reducción de su población ya que la inmigración de portugueses fue muy escasa (100.000 hasta 1700), al igual que la introducción de africanos (entre 2 y 3 millones de africanos llegaron con vida al Brasil entre 1492 y 1850). sin embargo, durante aquel siglo la situación cambiaria por la inmigración masiva de unos 600.000 portugueses y el aumento de las importaciones de esclavos africanos. La situación cambiaria a tal punto que el idioma hasta entonces utilizado usualmente, el Ñe'engatú, una mezcla de tupí con portugués fue reemplazado por completo por el idioma europeo (en este proceso también ayudó la Corona lusitana que prohibió el idioma).
Brasil en 1776 1,9 millones. Otras fuentes hablan que en el territorio bajó dominio de la colonia la población pasó de 400.000 a 3.000.000 entre 1700 y 1800 producto de la inmigración de lusitanos y la introducción de africanos.
El 1819 los funcionarios del rey lusitano calcularon que el año anterior la población brasileña era de 3.617.900 personas, actualmente el cálculo es considerado demasiado bajo y se cree que Brasil tenía al menos 4 millones de habitantes. Una estimación de M. de Saint-Hilaire para el año 1820 produjo un resultado de 4.396.136 personas, incluyendo 800.000 indígenas bautizados y salvajes, 2.488.743 personas libres y 1.107.389 el cálculo es muy criticado ya que se piensa que la población libre es exageradamente alta y la esclava está muy disminuida.
Estimaciones modernas creen que en 1819 había 4.396.000 brasileños, incluidos 2.040.000 negros y mulatos, 1.360.000 blancos, 696.000 indígenas y 300.000 mestizos.
En 1865 un estudió francés estimó que en 1865 había en la Amazonía un millón de indígenas que hablaban leguas tupíes. Pero la inmigración europea redujo ampliamente su población, además de 1,5 millones de mestizos (en la Amazonia en su mayoría). Si en 1900 había un millón de indígenas cincuenta y siete años después quedaban menos de 200.000. La población brasileña en 1600 era de 800 mil (Maddison), o 886.000 (Rosemblat en 1945) o 1.000.000 (McEvedy y Jones en 1978), un siglo después se calcula en 1.250.000 por todos los estudiosos antes nombrados. En 1863 en Ceará se declaró que no había indígenas en el territorio provincial. Entre 1628 y 1630 los bandeirantes atacaron las reducciones jesuitas en la región de Guayra, esclavizando a 100.000 indígenas y expulsando a 12.000 a 19.000 a la selva.
Porcentaje de población indígena en Brasil (según Rosemblat):
| Fecha | Población total | Porcentaje de población indígena | Población indígena |
| ----- | --------------- | -------------------------------- | ------------------ |
| 1500  | 1.000.000       | 100%                             | 1.000.000          |
| 1570  | 850.000         | 94%                              | 800.000            |
| 1650  | 950.000         | 73,6%                            | 700.000            |

Entre 1900 y 1985 la población indígena brasileña sufrió un genocidio que costó la vida de varios miles producto de la colonización de la Amazonia:
- Según Gerald Colby en Thy Will Be Done: the Conquest of the Amazon (1995): estimó en 800.000 indígenas desaparecidos entre 1900 y 1968. Entre 40 y 100 mil entre 1957 a 1968.
- Para Robin Hanbury-Tenison en A Question of Survival (1973): calculó que de los 500.000 indígenas del 1900, cayeron a 80.000 en 57 años después y a 50.000 en 1973. Unos 450.000 fueron aculturizados a lo largo de esos cincuenta años y otros miles asesinados.
- Según Robert Hitchcock y Tara Twedt basándose en el Century of Genocide de Samuel Totten (1997) estimaron que la población indígena cayo del millón (1900) a 200.000 (1957).
- Porter estimó que 100.000 indígenas murieron en los años sesenta.
- Darcy Ribeiro en el artículo "Indigenous Cultures and Languages in Brazil" del libro Indians of Brazil in the Twentieth Century de Janice Hopper (1967): 87 de 230 tribus amazónicas desparecieron, siendo 68.000 a 100.000 en los años 1950s.
- Rummel cifró y fechó las muertes en 50.000 entre (1900 y 1930), 60.000 entre 1930 y 1945, 54.000 entre 1945 y 1964 y finalmente 75.000 entre 1964 a 1985. Totalizando 235.000 muertes en 85 años.[336]

## Caribe
Durante el s. XVI se introdujeron 75.000 esclavos en el Caribe (en comparación apenas 50.000 a Brasil). Durante la colonia entre 1700 y 1786 se exportaron 610.000 esclavos solo a Jamaica. En 1820 la población esclava superaba a la libre en varias islas, en Jamaica había 322.000 esclavos y 20.000 hombres libres, en Antigua y Barbuda 119.000 esclavos y 24.000 libres, en Cuba 300.000 esclavos y 70.000 libres, Puerto Rico 40.000 esclavos y 150.000 libres y en República Dominicana 500.000 esclavos y 20.000 libres. En 1768 la colonia de Jamaica tenía 167.000 negros y 18.000 blancos. En 1848 Cuba tenía 400.000 esclavos y Puerto Rico 40.000. En 1873 se liberan en Puerto Rico los últimos 31.000 esclavos y en Cuba aún había 400.000.
A fines del s. XVII Cuba tenía 50.000 habitantes, la mitad de ellos africanos y mestizos, en 1759 alcanzan los 140 mil pobladores (60.000 en La Habana y sus alrededores). En 1790 280.000 personas poblaban Cuba. En 1817 autoridades españolas estimaron que en 1811 Cuba tenía 600.000 habitantes (212.000 esclavos), un cálculo de 1821 modificó la cifra a 630.980 habitantes. Entre 1825 y 1925 ingresaron a Cuba un millón de hispanos de los que dos tercios se quedaron.
Los censos realizados en Cuba indican que: en 1775 tenía 170.370 habitantes (44.336 libres), en 1791 tenía 272.140, en 1817 tenía 551.998 y en 1827 tenía 730.562 (286.942 esclavos).
En 1807 Puerto Rico tenía 136.000 pobladores (17.500 esclavos). En el caso de Puerto Rico inicialmente solo se contabilizaban los hombres en edad de portar armas, en 1700 eran 1.000 y 5.611 para 1759. Para cálculos de toda la población hay que referirse a Rosemblat, 40.000 en 1740. El censo de O'Reilly de 1765 contó 44.883 gentes (5.037 esclavos). La población de Puerto Rico pasó de 45.000 (1765) a 70.000 (1776). En 1776 la isla tenía 70.000 habitantes pero pasó a 133.000 en 1800. En 1862 Cuba tiene 764.750 habitantes según el censo oficial, 601.160 nacionales, 116.114 españoles, 34.036 chinos, 499 puertorriqueños, 46 filipinos y 12.885 personas de otras nacionalidades. En 1898 Puerto Rico tiene 800.000 habitantes pero solo 10 mil eran inmigrantes españoles.
En 1778 se realizó un censo militar en Puerto Rico menciona que vivían 2.302 tainos en un lugar llamado Las Indieras, además de mencionar de otra comunidad indígena en Añasco que tenía un tamaño similar. Estos datos nos permiten estimar que al menos 4.000 indios "puros" vivían en esas comunidades en aquellos tiempos.
Según la estadística de Alejandro O'Reill vivían en Puerto Rico 44.883 habitantes, en 1776, año en que empezaron a hacerse censos anuales, aumentaron a 70.355. En 1795 eran 129.758 y en 1807 183.211, aunque según estudiosos de la época como el fray Iñigo Abad y La Sierra los aumenta a 300.000.
La población de Surinam, que no era más que una típica colonia de plantaciones paso de unos pocos miles a inicios del s. XVIII a promediar los 70 mil en los 1770, un 90% cerca del litoral.
Aunque la colonización española de Trinidad y Tobago empezó en el siglo XVI, la población en 1783 no alcanzaba ni las 3000 personas, siendo la mayoría de ellas amerindias. En el censo de 1777, había solo 2.763 personas registradas como habitantes de Trinidad, incluyendo unos 2.000 arahuacos. Cuando la isla se rindió a los ingleses en 1797 la población había aumentado hasta 17.643: 2.086 blancos, 1.082 personas de color libres, 1.082 amerindios y 10.009 esclavos africanos.

### La Española
A fines del s. XVIII Haiti contaba con una altísima población, esto se debía principalmente a que los franceses habían introducido cerca de medio millón de esclavos del África oriental durante todo ese siglo, los continuos cargamentos de esclavos compensaban la alta mortalidad de los mismos. En 1789 tenía 40.000 blancos, más de 30.000 libertos y hasta 500.000 esclavos. Aunque es necesario reconocer que las cifras discrepan mucho según el cálculo, una estimación alcanza los 519.000 habitantes en 1791 (87% esclavos, 8% blancos y 5% libertos, en su mayoría mulatos).
Sin embargo dicha población se redujo mucho durante la guerra de independencia (1791-1804), en aquel conflicto 100.000 negros y 24.000 blancos. Durante la guerra las tropas francesas alcanzaron los 43.000 hombres, muchas murieron por enfermedades, mientras que en el caso de los colonos, muchos sobrevivientes escaparon de la colonia. En 1805 quedaban apenas 380.000 personas.
La alta población haitiana contrasta con la bajísima de la colonia española de Santo Domingo, la cual no había recibido tal afluencia de esclavos, a lo que se suma la fuerte reducción del grupo indígena, el cual no llegó a extinguirse como se suele creer, sino que terminó por mestizarse con los nuevos elementos europeos y africanos siendo asimilados. A finales del período colonial la población de ambas colonias era muy diferente, Haiti tenía siete veces más habitantes que Santo Domingo. La ciudad de Santo Domingo tenía 18.410 gentes en 1718 y en 30.058 en 1739 (la mayoría de color).
Un censo de 1795 estimó en apenas 73.000 habitantes y otros posteriores de 1819 y 1844 hablan de 117.300 y 63.000 gentes respectivamente, explicando la reducción por el éxodo tras la invasión haitiana; uno aún más antiguo de 1783 habla de 117.300 pobladores. El problema es que estos censos tendían a ser inexactos ya que primero no solían incluir las áreas más remotas del territorio (donde vivían los descendientes de los indígenas) y segundo, subestimaban la población de algunos grupos (los niños particularmente ya que estaban subregistrados) por lo que las cifras solían ser redondeadas. Por ejemplo, un censo francés que estima en apenas 70.000 los esclavos en Haití (1791). Estos errores fueron muy comunes en los censos hasta inicios del s. XX, por lo que seguramente afectaron también al de 1883 (416.871 habitantes).
Cálculos modernos han criticado tales estimaciones, consideradas demasiadas bajas. Uno para 1777 estima en casi 400.000 habitantes, que se dividían de la siguiente manera. Otro cálculo de 1821 estimó en 500.000 esclavos y 20.000 blancos libres en el país. La población dominicana se estima en 125.000 en 1800, 200.000 en 1850 y 700.000 en 1900.
Estimación de la población de la colonia de Santo Domingo en 1777:
| Grupo étnico | Población |
| ------------ | --------- |
| Blancos      | 100.000   |
| Áfricanos    | 60.000    |
| Mestizos     | 100.000   |
| Zambos       | 60.000    |
| Mulatos      | 70.000    |
| Total        | 390.000   |

## EE. UU.yCanadá
En la costa este se estima que vivían al menos 500.000 indígenas en el 1600, un siglo después solo quedaba una quinta parte.
Hacía el 1700 había 750.000 a 1,6 millones de indígenas. Se cree que en 1800 había entre 850.000 a 1.500.000 e incluso 2 millones de indígenas (otros estiman en 600 mil), 325.000 en 1820 y en 1900 solo 250.000 en Estados Unidos y 500.000 si se incluye a Canadá.
En 1770 la población nativa en Estados Unidos era de un millón o más, 50.000 en el valle del Misisipi y 300.000 al este de aquel río, la mitad de estos entre el río y los montes Apalaches.
El gobierno de los Estados Unidos ordenó la Remoción India en 1830, donde fueron obligados a desplazarse al oeste del Misisipi a los choctaw, chickasaw, seminoles, creek y cherokees. En total unos 100.000 fueron obligados a migrar con sus esclavos africanos. Unos 19.554 choctaw fueron forzados a migrar (2 a 4 mil muertos), solo 7.000 quedaron en sus tierras (1831 a 1836), sin embargo, posteriormente unos 3.000 a 5.000 escaparon hacía el sur para evitar el exilio. Los creek por su parte fueron obligados a migrar en número de 22.700 y 900 esclavos africanos, unos 3.500 murieron en el viaje (1834-1837). Los chickasaw fueron removidos 4.914 indígenas y 1.156 esclavos (en 1560 eran 8.000, 5.000 en 1600 y bajaron a solo 1.200 en 1786), el proceso pasó entre 1836 y 1838. Los cherokees eran 21.500 nativos y 2.000 esclavos, solo mil se quedaron en sus tierras originales, unos 2.000 a 8.000 murieron en el viaje (1836 a 1838). Los seminoles eran unos 5.000 los trasladados con alrededor de 800 negros fugitivos, solo 250 a 500 quedaron en sus tierras, la resistencia al traslado forzoso costó la vida de 700 indígenas (1832-1842). Producto de la fiebre del oro de California hacía 1849 50.000 blancos atravesaban las Grandes llanuras, provocando feroces conflictos entre estos y los nativos, que sumaban entre todas las tribus unas 40.000 gentes.
En la actual California la misión de San Antonio de Padua reporto una caída de la población local del 72% desde la llegada de los españoles en el siglo XVIII. Entre 1799 y 1833 reportaron 62.000 muertes y solo 29.000 nacimientos, en 1769 las misiones californianas tenían 72.000 fieles indígenas en 1830 solo 18.000 personas.
En un censo del EE. UU. en 1847 contó 388.229 indígenas, más de 30.000 más de los estimados. En el siglo XVIII eran 33.000 indígenas los pueblos nómades de las planicies septentrionales.
Un reporte de 1859 estimó que en la Tierra de Rupert había 42.870 (25.000 sometidos) y en la región entre el lago Superior, Río Rojo del Norte hasta las Montañas Rocosas había 25.000 pies negros y 35.000 Assiniboine y Saskatchewan.
A diferencia de los sucedido en las Américas española y portuguesa la disminución de la población indígena no vino acompañada de un aumento de la mestiza, proceso que no sucedió en estas latitudes, las razones de dicho proceso se debe según la visión tradicional a que a diferencia de los ibéricos los colonos anglo-franceses venían al continente con sus familias, sin embargo, solo en el período de la conquista e inicios de la época colonial los peninsulares venidos al continente llegaban sin sus familias, además que en las primeras etapas de la colonización franco-inglesa también inmigraron muy pocas mujeres y niños europeos. 
Las razones de esta diferencia eran serían además de la clásica ya mencionada un abierto rechazó al mestizaje para los ingleses, holandeses y franceses; tanto por motivos religiosos (muchos de ellos eran exiliados por razones político-religiosas, eran muy apegados a su religión y por considerar a los nativos como servidores del demonio) y un fuerte rechazo a la cultura y la raza de los nativos. Por aquellas razones en muchos casos en vez de un sometimiento o mestizaje sucederá una sometimiento, expulsión (a reservas o fuera del territorio colonizado) o un abierto exterminio, además se debe mencionar que en algunos casos se llegó a exportar a mujeres delincuentes, vagabundas o prostitutas para ser esposas de los colonos, evitando el mestizaje mediante él envió de la población sobrante. 
Las razones de la aceptación del mestizaje por parte de los hispano-lusitanos serían su mucho mayor contacto previó con pueblos no europeos, en especial la influencia musulmana que llevara a crear en la península ibérica una sociedad mucho más cosmopolita que en el resto de Europa.
Población de los actuales EE. UU. y Canadá desde el siglo XVII:
| Año              | Población indígena                                                                                  | Población africana y europea                                                                        |
| ---------------- | --------------------------------------------------------------------------------------------------- | --------------------------------------------------------------------------------------------------- |
| 1600             | 1.000.000 (EE. UU., 1600)                                                                           | 10.000 (EE. UU., 1600) 3.418 (Canadá, 1660) 18.000 (Nueva Inglaterra, 1640) 200.000 (EE. UU., 1680) |
| 1700-1749        | 750.000 (1700) 1.600.000 (EE. UU., 1700)                                                            | 330.000 (EE. UU., 1700)                                                                             |
| 1750-1769        | 1.000.000 (EE. UU., 1750)                                                                           | 1.000.000-1.200.000 (EE. UU., 1750) 1.250.000 -2.000.000 (EE. UU., 1750) 70.000 (Canadá, 1763)      |
| 1770-1790        | 1.000.000 (1770)                                                                                    | 2.200.000 (1776) 3.929.326 (EE. UU., 1790) (750.000 africanos)                                      |
| 1800             | 1.000.000-2.000.000 (1800) 850.000-1.500.000 (1800) (200.000 bajo control del gobierno en reservas) | 5.308.483 (EE. UU., 1800) (997.899 africanos)                                                       |
| 1820             | 325.000 (EE. UU., 1820)                                                                             | 9.638.453 (1.538.022 esclavos)                                                                      |
| 1847-1850        | 388.229 (1847)                                                                                      | 23.191.876 (EE. UU., 1850) (3.204.313 esclavos)                                                     |
| Fines del S. XIX | 300.000-500.000 (fines s. XIX)                                                                      | s/i                                                                                                 |
| 1880             | 306.543                                                                                             | s/i                                                                                                 |
| 1890             | 248.000 (EE. UU.)                                                                                   | s/i                                                                                                 |
| 1900             | 375.000 -500.000 (1900) (250.000 en EE. UU.)                                                        | 76.212.168 (EE. UU., 1900)                                                                          |